# Timișoara
Timișoara (pronúncia em romeno: [timiˈʃo̯ara]ⓘ; em húngaro: Temesvár, [ˈtɛmɛʃvaːr]ⓘ;  em alemão: Temeswar ou, antigamente Temeschburg ou Temeschwar; em iídiche: טעמשוואר; em sérvio: Темишвар; romaniz.: Temišvar; em eslovaco: Temešvár; em turco: Temeșvar) é um município e a maior cidade da região histórica do Banato (a qual, por vezes e em sentido lato, é referida como fazendo parte da Transilvânia), Roménia. É o principal centro económico e cultural da Roménia ocidental, a terceira cidade mais populosa do país e a capital do distrito de Timiș.
A cidade é servida pelo terceiro aeroporto mais movimentado da Roménia, o Aeroporto Internacional Traian Vuia, localizado 10 km a nordeste do centro da cidade. Em 2016 foi selecionada para ser a Capital Europeia da Cultura de 2021.
Todos os nomes da cidade derivam do nome em húngaro Temesvár, que significa "castelo no rio Temes" (Timiș).

## História
O povoamento da área onde se encontra a cidade moderna remonta à Antiguidade. Embora não existam registos escritos anteriores a 1177 (embora alguns historiadores considerem que haja menções anteriores à fortaleza datadas de 1154 ou de 1019), há vários vestígios da presença humana. A primeira civilização identificável é a dos dácios e durante o período romano existiu um povoado na área, que persistiu durante as sucessivas ocupações (de ostrogodos, hunos, gépidas, ávaros) que se seguiram à retirada dos romanos. A partir de 630, a região pertenceu ao Primeiro Império Búlgaro e a partir do início do século X passou a ser dominada por húngaras. Foi parte do Reino da Hungria, do qual foi brevemente capital na primeira metade do século XIV, quando o rei Carlos I da Hungria ali se instalou entre 1315 e 1323, quando grande parte do território do seu reino estava nas mãos de alguns tartományúrs (oligarcas feudais) que na prática lhe recusavam vassalagem.
Em meados do século XIV, Temesvár estava na linha da frente da guerra entre a Cristandade e os otomanos muçulmanos. Cruzados franceses e húngaros encontraram-se na cidade antes de partirem para a Batalha de Nicópolis, em 1396, onde foram derrotados. João Corvino (Ioan de Hunedoara), voivoda da Transilvânia, usou a cidade a partir de 1443 como um reduto militar contra os otomanos, tendo construído uma poderosa fortaleza e reconstruído o palácio real de Carlos I, atualmente conhecido como Castelo de Huniade, o monumento mais antigo da cidade.
Temesvár foi repetidamente cercada pelos otomanos em 1462, 1476, 1491 e 1522. Em 1514, a maior revolta de camponeses na história da Hungria foi derrotada numa batalha perto de Temesvár O seu líder sículo György Dózsa (Gheorghe Doja em romeno) foi torturado e executado, juntamente com 40 a 60 mil rebeldes. Em 1552, a cidade foi conquistada pelo Império Otomano e durante pouco mais de um século foi capital do eialete (província otomana) de Tımıșvar.
Em 1716 foi conquistada pela Monarquia de Habsburgo e pouco depois recebia a primeira de várias vagas de colonos alemães (suábios do Danúbio). Ao longo do século XVIII os cursos dos rios Timiș e Bega foram regularizados e foi construído o Canal do Bega, que ligou a cidade a Budapeste, Viena e às principais vias fluviais da Europa. Em 1781 recebeu do imperador José II o privilégio de "cidade livre real". Em 1849, durante a revolução húngara, Temesvár foi cercada por tropas revolucionárias, que seriam esmagadas na Batalha de Temesvár, travada em 9 de agosto.
Na sequência do colapso da Áustria-Hungria após a Primeira Guerra Mundial, o Banato era disputado pela Sérvia e pelo Roménia. Timișoara foi ocupada em 15 de novembro de 1918 por tropas sérvias, que no entanto retiraram pouco depois. A 3 de dezembro desse ano chegam à cidade tropas coloniais francesas para evitar confrontos entre sérvios e romenos. Em 28 de julho de 1919 é instalada uma administração romena na cidade, que em 3 de agosto recebe tropas romenas. Nos termos do Tratado de Trianon de 1920, é formalizada a partição do Banato entre a Sérvia e a Roménia, com Timișoara nos dois terços da região que foram atribuídos à Roménia.
Foi em Timișoara que estalou a Revolução Romena de 1989, que poria fim ao regime comunista do ditador Nicolae Ceaușescu.

## Geografia
Timișoara situa-se a cerca de 90 metros de altitude, no limite sudeste da planície do Banato, parte da planície da Panónia, perto do local onde os cursos dos rios Timiș e Bega divergem. As águas destes dois rios formam uma área pantanosa e frequentemente inundada. A cidade desenvolveu-se num dos poucos locais onde os pântanos podiam ser atravessados. Estes constituíram uma proteção natural em redor da fortaleza durante muito tempo e também favoreceram um clima húmido e insalubre, que contribuiu para a proliferação de epidemias de peste e de cólera, o que fez com que o número de habitantes permanecesse relativamente baixo e impediu o desenvolvimento da cidade. No entanto, no século XVIII, os rios da região foram drenados, foram construídas barragens e modificado os seus cursos. Graças a esses projetos hidrográficos, a cidade deixou de ser banhada pelo Timiș e passou a estar à beira do Canal do Bega. Este canal, uma importante via de transporte, que ligou a cidade a Budapeste e a Viena por via fluvial, começou a ser construído em 1728. No entanto, apesar da completa drenagem da área da cidade, esta situa-se sobre um lençol freático com apenas 0,5 a 5 metros de profundidade, o que não permite a construção de edifícios altos. O rico solo negro e o lençol freático relativamente alto fazem com que a região seja muito fértil em termos agrícolas.[carece de fontes?]
A área tem alguma atividade sísmica e ao longo da história registaram-se sismos que atingiram o grau 6 da escala de Richter.[carece de fontes?]

### Clima
O clima da região de Timișoara não apresenta grandes diferenças entre os períodos mais frios e mais quentes e a precipitação ocorre ao longo de praticamente todo o ano, sem que haja uma estação seca definida. A classificação de Köppen-Geiger do clima local é Cfb (temperado húmido e verões temperados).
A temperatura mais alta registada foi 42 °C em 5 de agosto de 2017; a temperatura mais baixa foi -35,3 °C em 24 de janeiro de 1963. Em média há neve no solo durante 30 dias por ano. O mês mais chuvoso é junho (91 mm em média) e o mais seco é fevereiro (44,5 mm). O clima é muito irregular e variado. As massas de ar temperadas de origem marítima que são dominantes durante a primavera e verão causam elevada precipitação. As massas de ar húmido marítimo também são frequentes no inverno e trazem chuva e neve, mas não temperaturas muito baixas. De setembro a fevereiro, é frequente a presença de massas de ar continental polar vindas de leste. No entanto, o clima do Banato é também influenciado pela presença de massas de ar quente provenientes do mar Adriático e do Mediterrâneo. Esta combinação faz com que haja neve abundante durante o inverno e faça bastante calor no verão. As primeiras quedas de neve podem ocorrer no final de outubro, embora o mais comum seja que as quedas de neve mais significativas só ocorram a partir do final de novembro. As últimas quedas de neve geralmente ocorrem em março, mas por vezes acontecem no início de abril. A mediana das primeiras geadas é 22 de outubro e a das últimas é 15 de abril.[carece de fontes?]
| Dados climatológicos para Timișoara                                                | Dados climatológicos para Timișoara | Dados climatológicos para Timișoara | Dados climatológicos para Timișoara | Dados climatológicos para Timișoara | Dados climatológicos para Timișoara | Dados climatológicos para Timișoara | Dados climatológicos para Timișoara | Dados climatológicos para Timișoara | Dados climatológicos para Timișoara | Dados climatológicos para Timișoara | Dados climatológicos para Timișoara | Dados climatológicos para Timișoara | Dados climatológicos para Timișoara |
| Mês                                                                                | Jan                                 | Fev                                 | Mar                                 | Abr                                 | Mai                                 | Jun                                 | Jul                                 | Ago                                 | Set                                 | Out                                 | Nov                                 | Dez                                 | Ano                                 |
| ---------------------------------------------------------------------------------- | ----------------------------------- | ----------------------------------- | ----------------------------------- | ----------------------------------- | ----------------------------------- | ----------------------------------- | ----------------------------------- | ----------------------------------- | ----------------------------------- | ----------------------------------- | ----------------------------------- | ----------------------------------- | ----------------------------------- |
| Temperatura máxima recorde (°C)                                                    | 17,4                                | 20,5                                | 28,2                                | 32,0                                | 34,5                                | 38,4                                | 41,1                                | 41,0                                | 39,7                                | 33,8                                | 27,1                                | 20,2                                | 41,1                                |
| Temperatura máxima média (°C)                                                      | 2,3                                 | 5,6                                 | 11,9                                | 17,6                                | 22,8                                | 25,7                                | 27,8                                | 27,6                                | 24,0                                | 18,1                                | 10,3                                | 4,2                                 | 16,5                                |
| Temperatura média (°C)                                                             | −1,6                                | 1,2                                 | 5,8                                 | 11,2                                | 16,3                                | 19,4                                | 21,1                                | 20,4                                | 16,5                                | 11,0                                | 5,6                                 | 0,8                                 | 10,6                                |
| Temperatura mínima média (°C)                                                      | −4,8                                | −2,3                                | 1,2                                 | 5,8                                 | 10,1                                | 13,4                                | 14,6                                | 14,3                                | 11,2                                | 6,2                                 | 2,1                                 | −1,7                                | 5,8                                 |
| Temperatura mínima recorde (°C)                                                    | −35,3                               | −29,2                               | −20,0                               | −5,2                                | −5,0                                | 2,2                                 | 5,9                                 | 5,0                                 | −1,9                                | −6,8                                | −15,4                               | −24,8                               | −35,3                               |
| Precipitação (mm)                                                                  | 40                                  | 36                                  | 37                                  | 48                                  | 65                                  | 76                                  | 64                                  | 50                                  | 40                                  | 39                                  | 48                                  | 50                                  | 593                                 |
| Queda de neve média (cm)                                                           | 9,8                                 | 9,3                                 | 4,4                                 | 0,0                                 | 0,0                                 | 0,0                                 | 0,0                                 | 0,0                                 | 0,0                                 | 0,0                                 | 3,7                                 | 7,2                                 | 34,4                                |
| Dias com precipitação (1.0 mm)                                                     | 7                                   | 7                                   | 7                                   | 8                                   | 9                                   | 10                                  | 7                                   | 6                                   | 6                                   | 5                                   | 8                                   | 9                                   | 89                                  |
| Humidade relativa (%)                                                              | 90                                  | 86                                  | 79                                  | 73                                  | 73                                  | 74                                  | 73                                  | 75                                  | 76                                  | 81                                  | 85                                  | 89                                  | 79                                  |
| Insolação (h)                                                                      | 72,1                                | 92,2                                | 155,4                               | 186,4                               | 242,4                               | 262,3                               | 300,6                               | 280,2                               | 217,5                               | 177,3                               | 86,4                                | 56,9                                | 2 129,7                             |
| Fontes: Instituto Nacional de Estatística da Romênia, NOAA, Deutscher Wetterdienst |                                     |                                     |                                     |                                     |                                     |                                     |                                     |                                     |                                     |                                     |                                     |                                     |                                     |

### Demografia
O município tem 130,5 km² e a área metropolitana em projeto tem 1 570 km². Segundo o censo de 2011, o município tinha 319 279 habitantes e em 2017 estimava-se que tivesse 332 983 (densidade: 2 551,6 hab./km²). Em 2017, a "área urbana alargada" definida pelo Eurostat tinha 359 443 habitantes.
Em termos étnicos, segundo o censo de 2011, 81,4% da população era romena, 4,9% húngara, 1,5% sérvia, 1,3% alemã, 0,7% cigana e 0,2% ucraniana. Em termos religiosos, 75% dos habitantes eram fiéis da Igreja Ortodoxa Romena, 7,1% católicos romanos, 5,1% protestantes de vários ramos (2% pentecostais), 1,1% greco-católicos e 0,8% ortodoxos sérvios.
Entre 1990 e 2002 a população diminuiu, devida à emigração e ao declínio da taxa de natalidade. O declínio foi especialmente acentuado nas comunidades húngara e alemã — esta última decresceu cerca de 50% naquele período. Em contrapartida, a comunidade ucraniana cresceu, em parte devido à existência de escolas de língua ucraniana. Nos primeiros anos do século XXI, o investimento local por parte de empresas italianas provocou o aparecimento duma comunidade italiana, o que levou à criação dum centro cultural italiano.
Segundo o censo austro-húngaro de 1910, Timișoara tinha 72 555 habitantes, dos quais 43,6% usavam como primeira língua o alemão, 39,4% o húngaro, 10,4% o romeno, 4,8% o sérvio e 1,8% outros idiomas.
| 1890 | 45 948  | 5 594 \|   | 12,2% | 24 973 \| | 54,4% | 11 100 \| | 24,2% | 2 363 \| | 5,1% |          |      |          |      | 1 918 \|  | 4,2%  |
| 1900 | 60 551  | 6 312 \|   | 10,4% | 30 892 \| | 51,0% | 19 162 \| | 31,6% | 2 730 \| | 4,5% |          |      |          |      | 1 455 \|  | 2,4%  |
| 1920 | 86 850  | 16 047 \|  | 18,5% | 32 097 \| | 37,0% | 27 189 \| | 31,3% |          |      | 8 307 \| | 9,6% |          |      | 3 210 \|  | 3,7%  |
| 1930 | 102 390 | 25 207 \|  | 24,6% | 33 162 \| | 32,4% | 31 773 \| | 31,0% | 2 237 \| | 2,2% | 7 264 \| | 7,1% | 379 \|   | 0,4% | 2 368 \|  | 2,3%  |
| 1941 | 125 052 | 46 466 \|  | 37,2% | 37 611 \| | 30,1% | 24 891 \| | 19,9% |          |      |          |      |          |      | 16 084 \| | 12,9% |
| 1956 | 142 257 | 75 855 \|  | 53,3% | 24 326 \| | 17,1% | 29 968 \| | 21,1% | 3 065 \| | 2,2% | 6 700 \| | 4,7% | 122 \|   | 0,1% | 2 221 \|  | 1,6%  |
| 1966 | 174 243 | 109 100 \| | 62,6% | 25 058 \| | 14,4% | 31 016 \| | 17,8% | 4 188 \| | 2,4% | 2 590 \| | 1,5% | 120 \|   | 0,1% | 2 171 \|  | 1,2%  |
| 1977 | 269 353 | 191 742 \| | 71,2% | 28 429 \| | 10,6% | 36 724 \| | 13,6% | 6 776 \| | 2,5% | 1 629 \| | 0,6% | 1 109 \| | 0,4% | 2 944 \|  | 1,1%  |
| 1992 | 334 115 | 274 511 \| | 82,2% | 13 206 \| | 4,0%  | 31 785 \| | 9,5%  | 7 748 \| | 2,3% | 549 \|   | 0,2% | 2 668 \| | 0,8% | 3 648 \|  | 1,1%  |
| 2002 | 317 660 | 271 677 \| | 85,5% | 7 142 \|  | 2,2%  | 24 287 \| | 7,6%  | 6 311 \| | 2,0% | 367 \|   | 0,1% | 3 062 \| | 1,0% | 4 814 \|  | 1,5%  |
| 2011 | 319 279 | 259 754 \| | 81,4% | 4 193 \|  | 1,3%  | 15 564 \| | 4,9%  | 4 843 \| | 1,5% | 176 \|   | 0,1% | 2 145 \| | 0,7% | 32 604 \| | 10,2% |

### Distritos urbanos e bairros
Tradicionalmente, a cidade era dividida em 10 zonas, as quais não têm qualquer função administrativa atualmente.

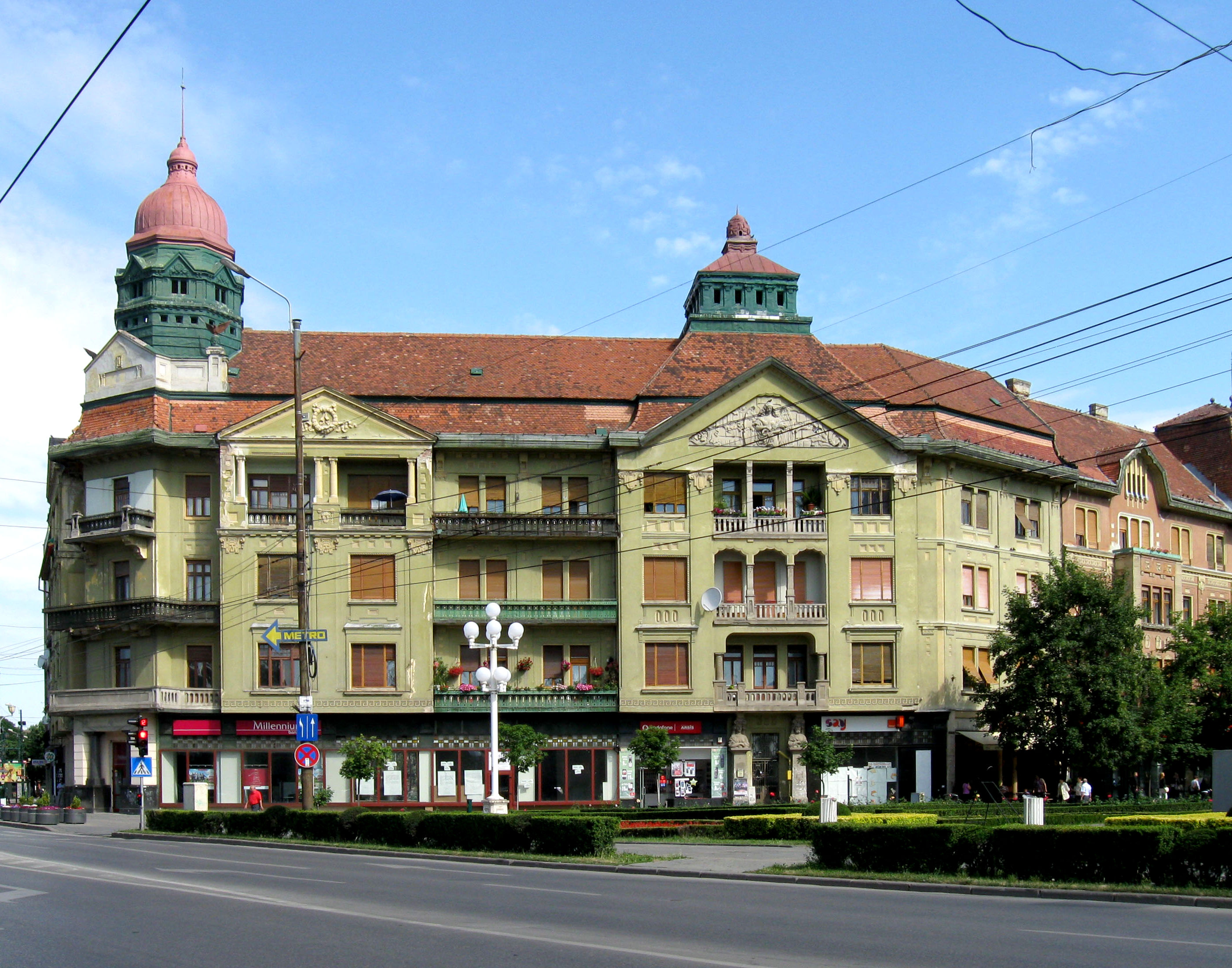
Palácio Széchényi ; arquiteto: László Székely

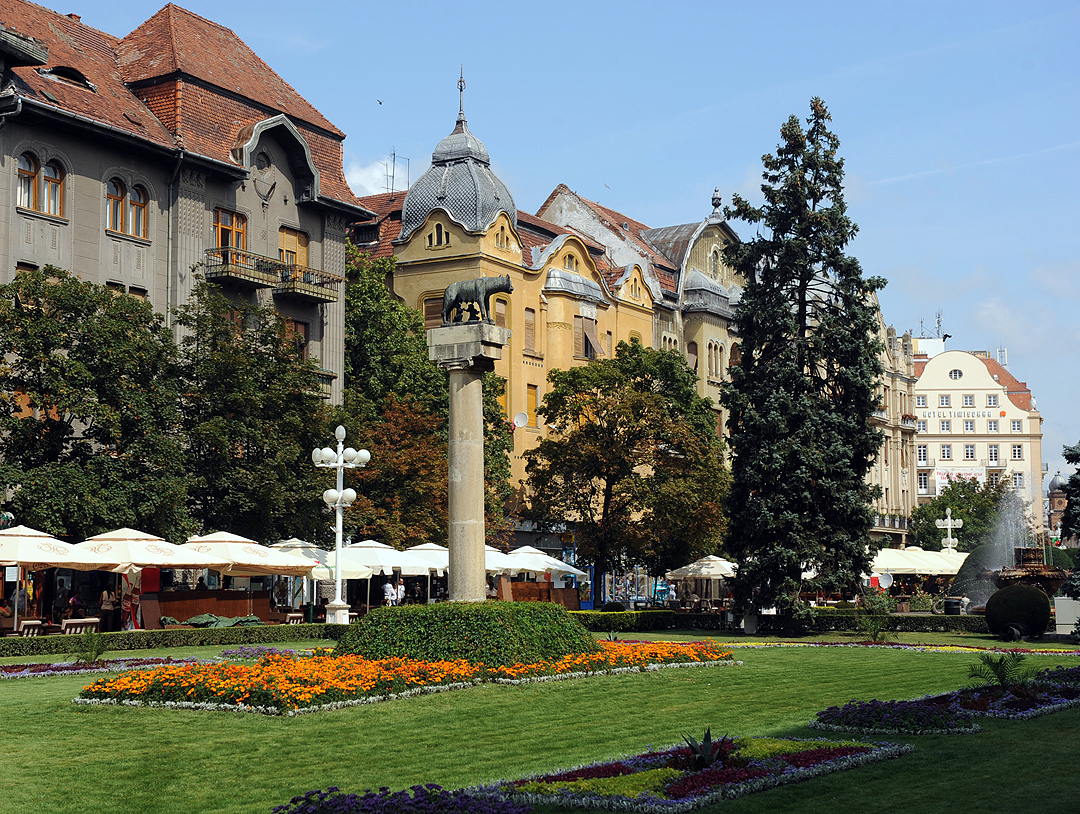
Estátua da Loba Capitolina, na Praça da Vitória (Piața Victoriei)

| \| Distrito \| Área (ha) \| Nome em romeno \| Nome em alemão \| Nome em húngaro \| Ano da criação \| \| -------- \| --------- \| -------------- \| -------------- \| --------------- \| -------------- \| \| I \| 480 \| Cetate \| Innere Stadt \| Belváros \| 1718 \| \| II \| 1 017 \| Fabric \| Fabrikstadt \| Gyárváros \| 1718 \| \| III \| 668 \| Elisabetin \| Elisabethstadt \| Erzsébetváros \| 1890 \| \| IV \| 442 \| Iosefin \| Josefstadt \| Józsefváros \| 1744 \| \| V \| 205 \| Mehala \| Mehala \| Mehala \| 1910 \| \| VI \| 231 \| Fratelia \| Fratelia \| Újkissoda \| 1948 \| \| VII \| 156 \| Freidorf \| Freidorf \| Szabadfalu \| 1950 \| \| VIII \| 67 \| Plopi \| Kardos-Kolonie \| Kardostelep \| 1951 \| \| IX \| 72 \| Ghiroda Nouă \| Neu-Giroda \| Erzsébetpuszta \| 1951 \| \| X \| 102 \| Ciarda Roșie \| Rote Tscharda \| Vörös Csárda \| 1953 \| |           |                |                |                 |                |
| Distrito | Área (ha) | Nome em romeno | Nome em alemão | Nome em húngaro | Ano da criação |
| I | 480       | Cetate         | Innere Stadt   | Belváros        | 1718           |
| II | 1 017     | Fabric         | Fabrikstadt    | Gyárváros       | 1718           |
| III | 668       | Elisabetin     | Elisabethstadt | Erzsébetváros   | 1890           |
| IV | 442       | Iosefin        | Josefstadt     | Józsefváros     | 1744           |
| V | 205       | Mehala         | Mehala         | Mehala          | 1910           |
| VI | 231       | Fratelia       | Fratelia       | Újkissoda       | 1948           |
| VII | 156       | Freidorf       | Freidorf       | Szabadfalu      | 1950           |
| VIII | 67        | Plopi          | Kardos-Kolonie | Kardostelep     | 1951           |
| IX | 72        | Ghiroda Nouă   | Neu-Giroda     | Erzsébetpuszta  | 1951           |
| X | 102       | Ciarda Roșie   | Rote Tscharda  | Vörös Csárda    | 1953           |

Principais bairros
- Aradului vest
- Badea Cârțan
- Banat I
- Blașcovici
- Braytim
- Bucovina
- Calea Aradului
- Calea Buziașului
- Calea Girocului
- Calea Lipovei
- Calea Lugojului
- Calea Șagului
- Calea Torontalului I, II
- Cetate
- Chișoda
- Ciarda Roșie
- Circumvalațiunii I, II, III, IV
- Complex studențesc
- Complex
- Crișan
- Dacia
- Dâmbovița
- Elisabetin
- Fabric
- Fratelia
- Freidorf
- Ghiroda Nouă
- Ion Ionescu de la Brad
- Iosefin
- Kuncz
- Lunei
- Matei Basarab
- Mehala I, II
- Mircea cel Bătrân
- Modern
- Noua Timișoară
- Olimpia
- Pădurea Verde
- Plăvăț
- Plopi
- Polonă
- Ronaț
- Soarelui
- Stadion
- Steaua
- Tipografilor
- Traian
- Zona Odobescu

## Economia

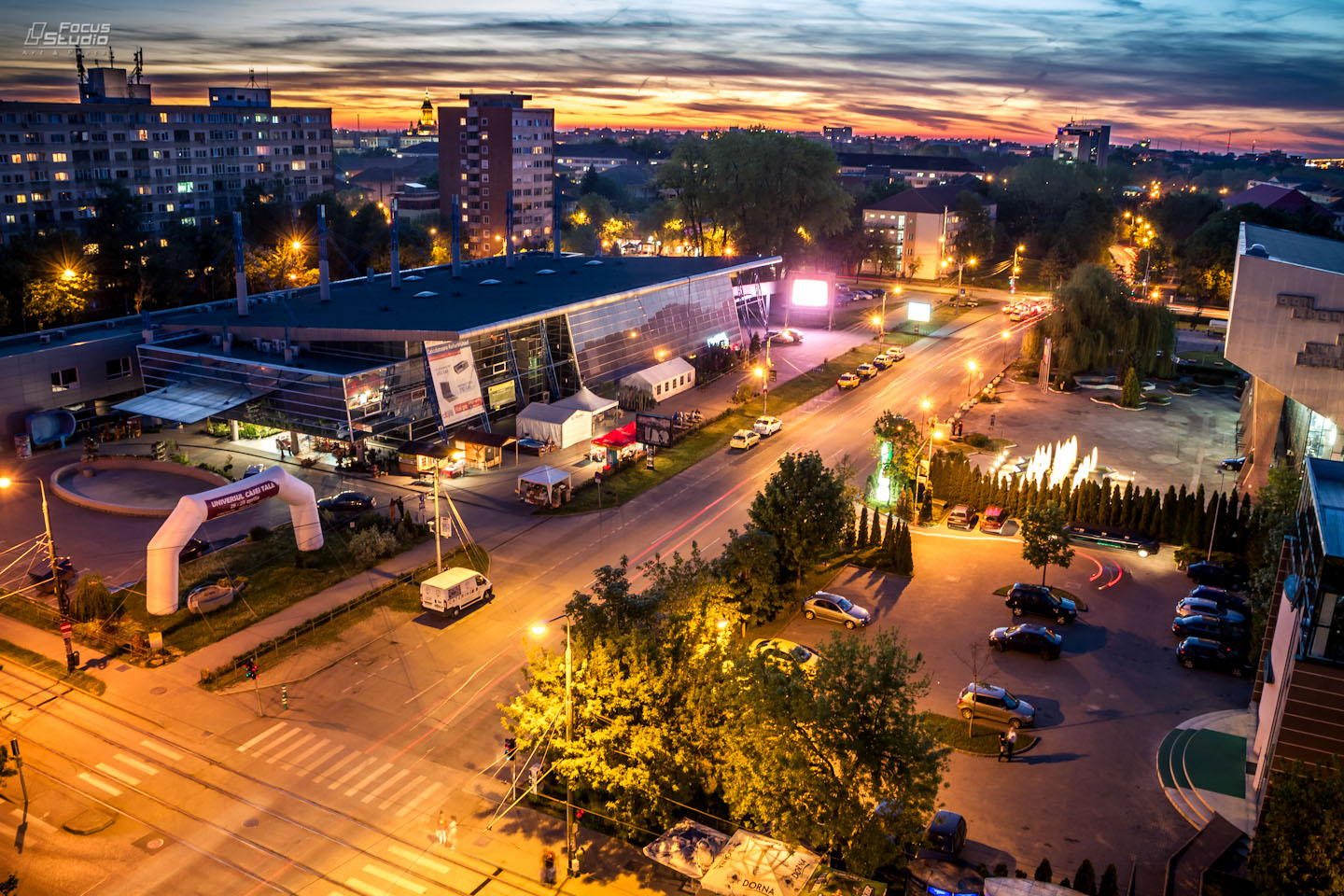
Centrul Regional de Afaceri (Centro de Negócios Regional) de Timișoara

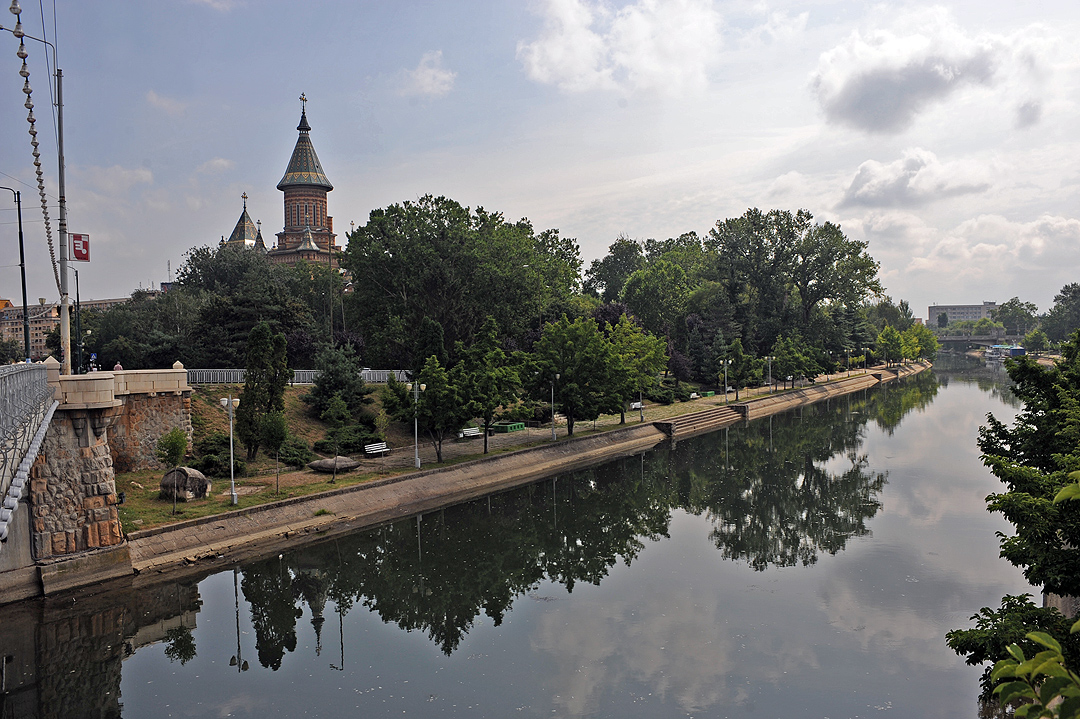
em Timișoara

Timișoara é um centro económico importante a nível nacional desde o século XVIII, quando foi instalada a administração Habsburgo. Devido à colonização austríaca, à diversidade étnica e religiosa e leis inovadoras, a economia local começou a desenvolver-se. Os técnicos e artesãos que se fixaram na cidade fundaram guildas e ajudaram a desenvolver a economia. Em 1717, foi fundada em Timișoara a primeira fábrica de cerveja do Banato, da Timișoreana.
Durante a Revolução Industrial foram introduzidas numerosas inovações. Foi nesse período que foi construído o Canal do Bega, o canal mais antigo em território romeno, que ligou Timișoara ao resto da Europa e ao mar Negro, o que fomentou ainda mais o comércio. Alegadamente, Timișoara foi a primeira cidade da Áustria-Hungria com iluminação pública e a primeira cidade da Europa continental a ter iluminação pública elétrica. No século XIX o caminho de ferro do Reino da Hungria chegou à cidade.
Após a queda do comunismo em 1989,  Timișoara foi a primeira cidade romena a receber grandes investimentos estrangeiros, nomeadamente no setores de alta tecnologia, que contribuiu decisivamente para um boom económico. Na imprensa internacional de meados da década de 2000, a cidade foi apresentada como um exemplo de sucesso económico da Roménia e o número crescente investimentos estrangeiros era apelidado de "segunda revolução". Em 2015 e 2016, a Forbes classificou a cidade como a melhor da Roménia para negócios.
O investimento estrangeiro é originário sobretudo de países da União Europeia, com destaque para a Alemanha e a Itália. A empresa alemã Continental AG produz pneus em Timișoara desde que ali abriu uma fábrica em 1998. Posteriormente, a mesma empresa instalou na cidade uma divisão de software de automóveis. Em 2015, a Continental tinha 8 000 empregados na cidade e continuava a expandir-se. O Grupo Linde alemão tem fábricas que produzem gases e a Dräxlmaier alemã produz cablagens para automóveis da BMW e da Audi. A 
Kromberg & Schubert produz cablagens para a Volkswagen e outras marcas de automóveis.[carece de fontes?] A Flex norte-americana tem uma fábrica de componentes eletrónicos que em 2017 empregava mais 4 000 pessoas. A Procter & Gamble norte-americana tem uma fábrica de produtos de lavagem e limpeza e a Smithfield Foods norte-americana, uma das maiores processadoras de carne de porco do mundo tem duas subsidiárias na região.[carece de fontes?]
Em meados da década de 2010, a cidade tinha dois grandes centros comerciais, além dum em construção e outro planeado. O Iulius Mall Timișoara abriu em 2005 e tem 350 lojas, 71 000 m² de área e 3 000 lugares de estacionamento. O Shopping City Timișoara abriu em 2015 e tem 111 lojas, 70 000 m² e 2 700 lugares de estacionamento. Em 2015 foi anunciada a construção do Timișoara Centrum, que terá 70 000 m². Em 2016 foi anunciada a construção do Timișoara Plaza.

## Transportes

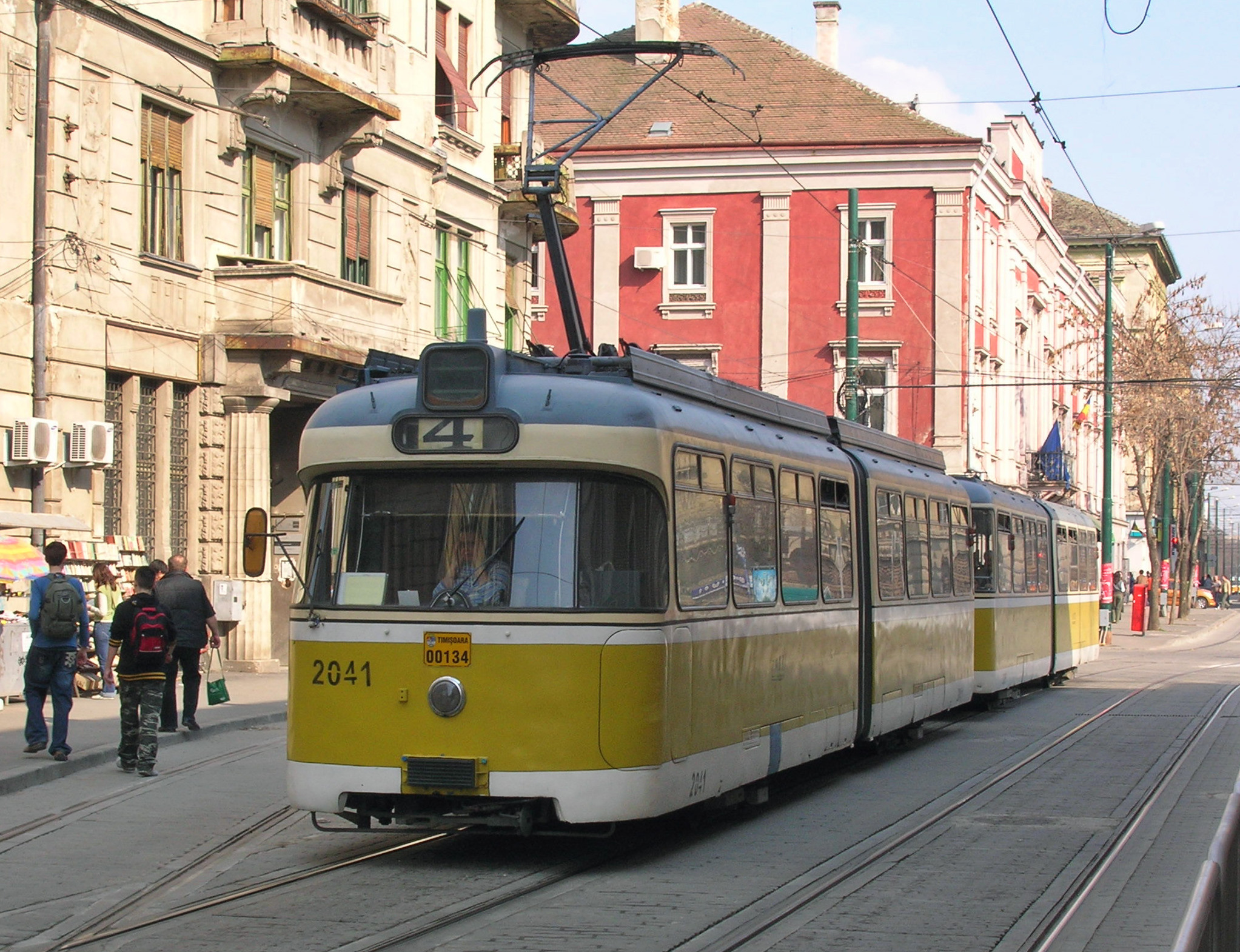
Elétrico da Linha 4, na Piața Libertății (Praça da Liberdade)

A cidade dispõe dum sistema complexo de transportes regionais e tem boas ligações rodoviárias, ferroviárias e aéreas com as maiores cidades da Roménia e com a Europa.

### Transportes públicos
A rede de transportes públicos de Timișoara é constituída por 9 linhas de elétricos, 9 linhas de tróleis e 21 linhas de autocarros. É mantida e operada pela empresa municipal Societatea de Transport  Public Timișoara (STPT) e cobre todas as áreas importantes da cidade além de ter ligações a algumas das comunas da área metropolitana. Em 2009 a STPT transportou 90 milhões de passageiros.
Em 2015, Timișoara tornou-se a primeira cidade a ter um sistema de bicicletas públicas, o qual tem 25 estações e 300 bicicletas que podem ser usadas por locais e turistas gratuitamente. No mesmo ano foi anunciado que iria ser estudada a viabilidade da construção duma linha de metropolitano na cidade, para ligar as estações ferroviárias Gare do Norte e Gare do Leste. Em 2016 entrou em funcionamento um serviço de transporte por barco no Canal do Bega. Estava previsto que esse serviço fosse gratuito até 2021.

### Estradas

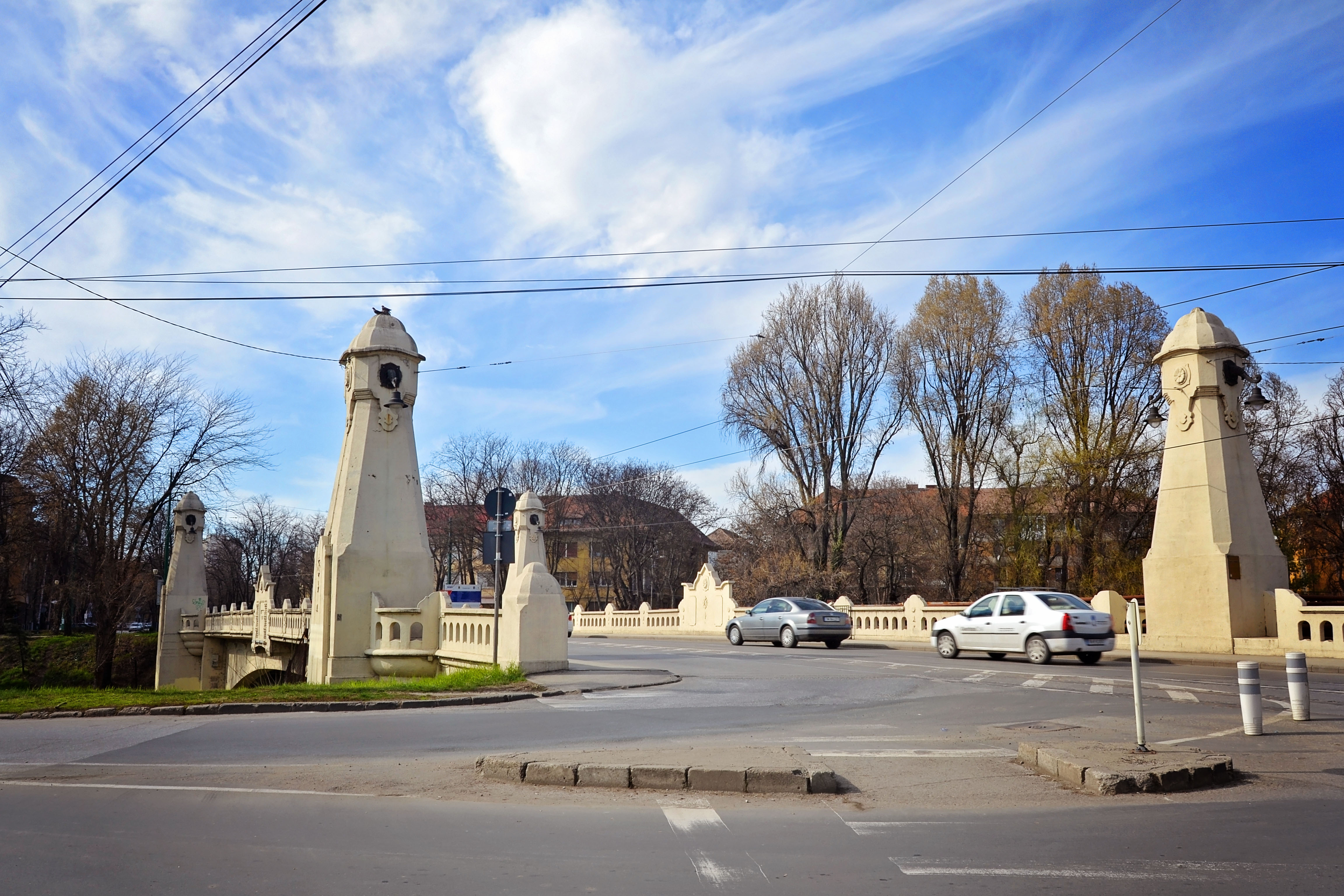
Ponte Decebal, ou de Neptuno, sobre o rio Bega, que liga o Bulevardul Revoluței din 1919 ao Bulevardul 3 August din 1919

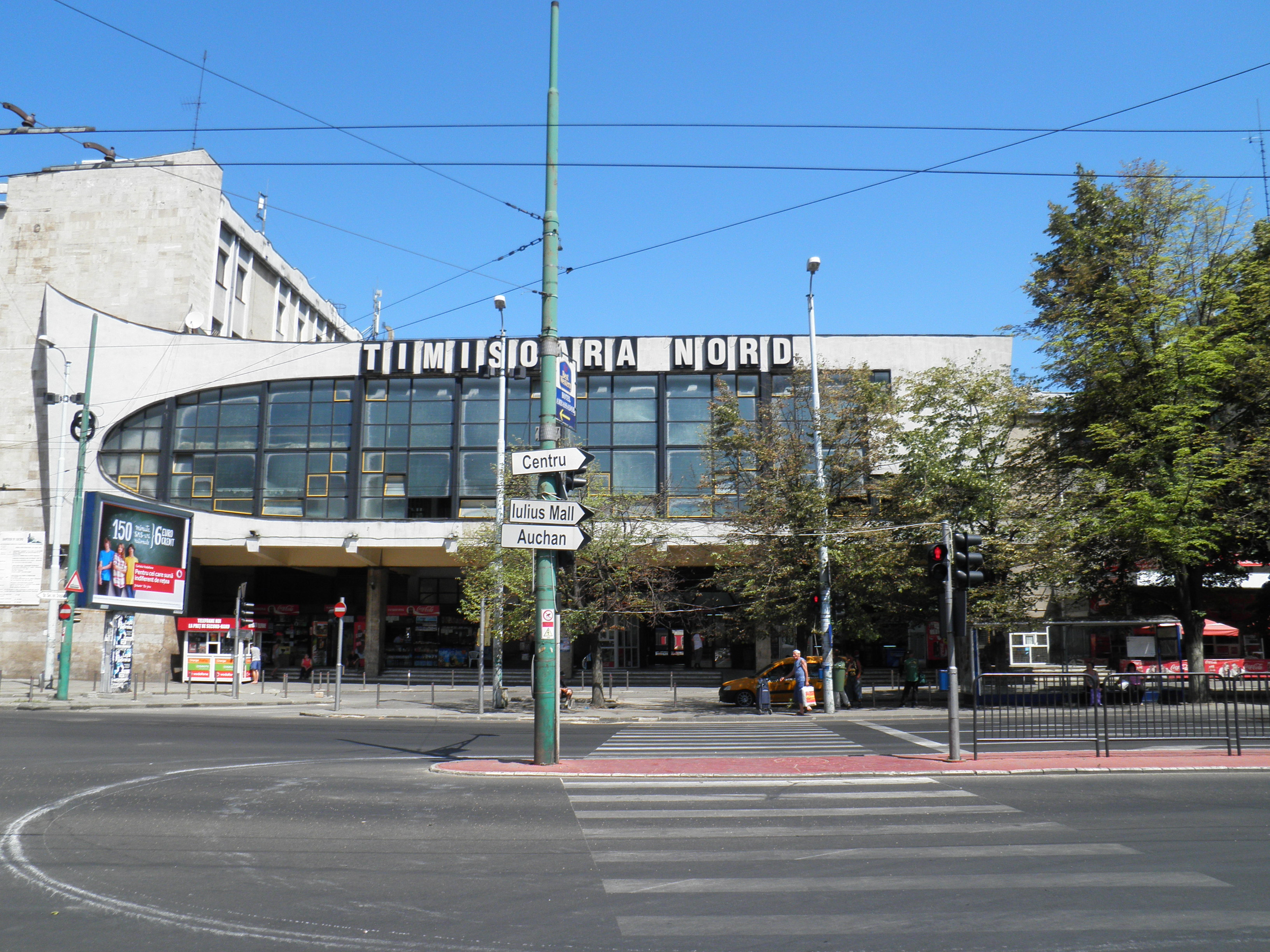
' (Gare do Norte), a principal estação ferroviária da cidade

Timișoara é servida por duas estradas europeias (a E70 e a E671, cujo percurso é o de estradas nacionais romenas) e quatro estradas nacionais (DN6, DN69, DN59 e DN59A). Quando a Autoestrada A1 estiver completa ligará a cidade a Bucareste, à parte oriental do país e à fronteira com a Hungria, a noroeste da cidade, tendo continuidade no lado húngaro com a Autoestrada M43. Os troços Lugoj—Timișoara e Timișoara—Arad—Nădlac—Hungria já estão em serviço.
O terminal rodoviário de Timișoara (Autogara) é usado por várias empresas de autocarros que oferecem ligações para numerosos destinos em todo o país e no estrangeiro.

### Transportes aéreos
A cidade é servida pelo terceiro aeroporto mais movimentado da Roménia, o Aeroporto Traian Vuia (IATA: TSR, ICAO: LRTR), situado 12 km a nordeste do centro da cidade. Em 2017 teve um movimento de 1 621 529 passageiros, mais 39,7% do que em 2016, mais 12,4% do que em 2011 e mais 46,5% do que em 2006. Até 2014 foi o hub principal da companhia aérea romena Carpatair. Em 2018 era, desde há alguns anos, um hub da companhia de baixo custo Wizz Air.

### Ferrovia
Timișoara é um polo ferroviário importante e tem ligações por caminho de ferro para todas a principais cidades romenas, bem como para destinos regionais, através da rede da Căile Ferate Române (CFR, "Caminho de Ferro Romeno"). Tem também serviços internacionais diretos para Budapeste, Belgrado e Viena. A principal estação da cidade, a Gara Timișoara Nord ("Gare do Norte"), tem um movimento diário de mais de 130 comboios. As outras três estações da cidade são usadas principalmente por comboios suburbanos ou regionais.

## Política

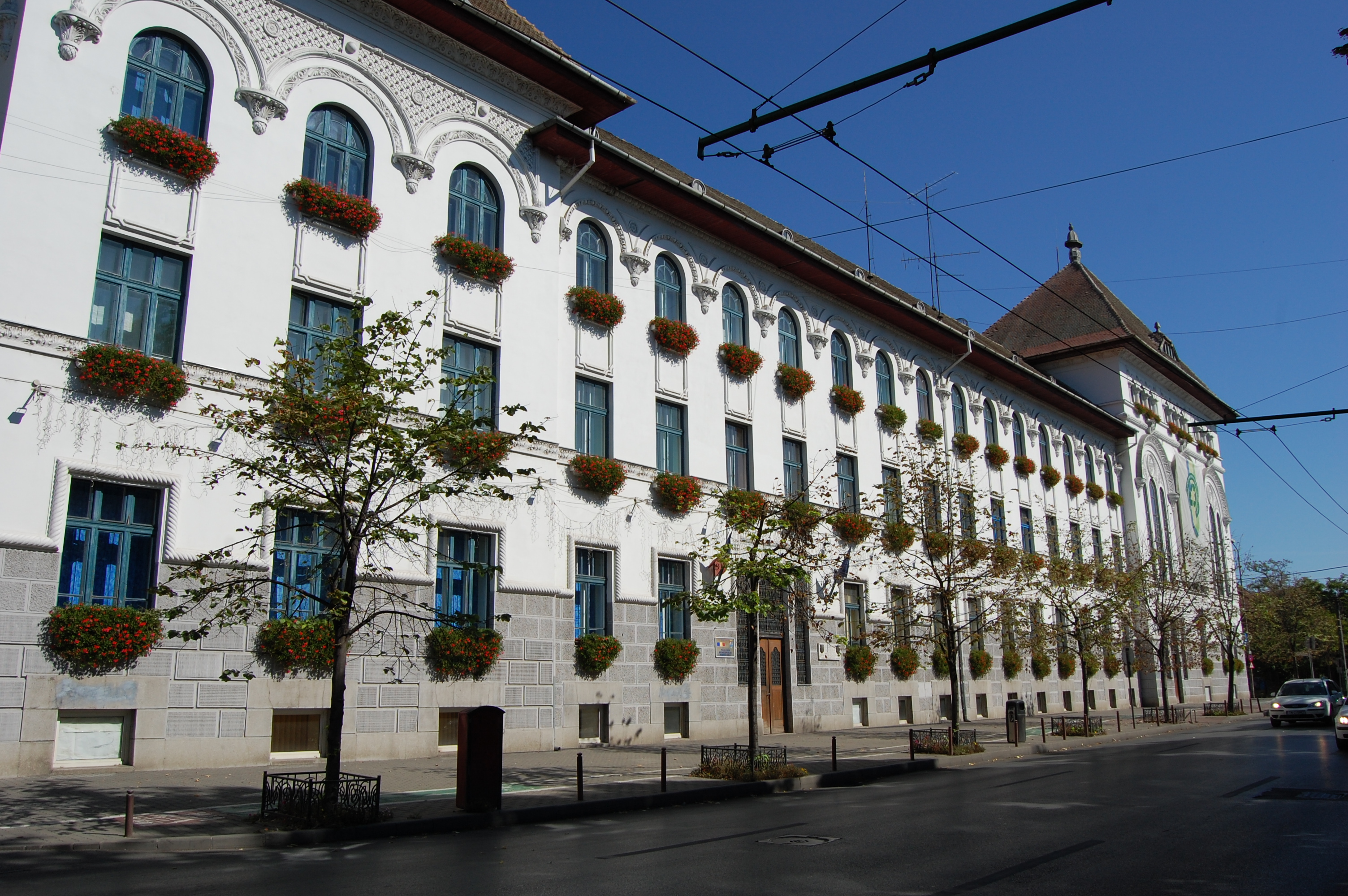
Paços do concelho (sede da prefeitura)

À semelhança doutras cidades romenas, Timișoara é governada por um conselho local e um prefeito. Tanto estes órgãos como o conselho distrital são eleitos a cada quatro anos por sufrágio direto. O conselho local (consiliu local) de Timișoara é composto por 27 conselheiros (ou vereadores) eleitos. Após as eleições locais de 2016, a distribuição dos conselheiros era a seguinte: 12 do Partido Nacional Liberal (PNL), 9 do Partido Social-Democrata (PSD), 2 do Partido Movimento Popular (PMP), 2 da União Democrática dos Húngaros na Roménia (UDMR/RMDSZ), 1 da Aliança dos Liberais e Democratas (ALDE) e 1 independente.
As primeiras eleições locais livres após a queda do regime comunista ocorreram em 1992, tendo sido ganhas por Viorel Oancea, do Partido da Aliança Cívica (PAC), que mais tarde se fundiu no PNL. Oancea foi o primeiro oficial que falou à multidão dos revolucionários reunidos na Praça da Ópera. As eleições seguintes, realizadas em 1996, foram ganhas por Gheorghe Ciuhandu do Partido Nacional Camponês Cristão Democrata (PNȚCD), que se manteve no cargo por quatro mandatos, tendo ganhado as eleições de 2000, 2004 e 2008. Em 2018, o prefeito de Timișoara era Nicolae Robu, que cumpria o seu segundo mandato, após ter ganho as eleições de 2012 e 2016. Os vice-prefeitos eram então Dan Diaconu do PNL e Farkas Imre da UDMR/RMDSZ.

## Cultura e atrações turísticas

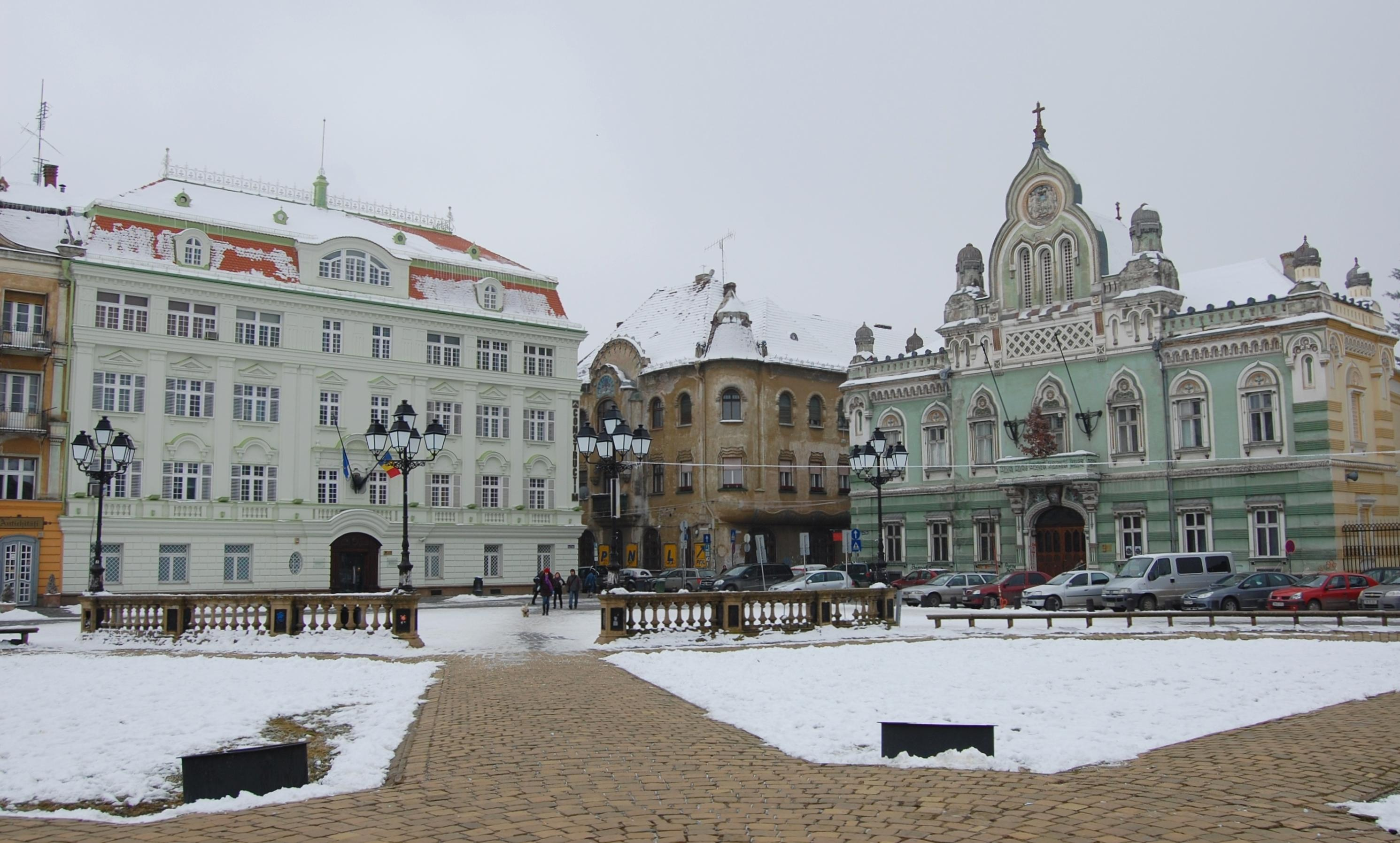
Praça da União (Piața Unirii)

Grande parte dos edifícios do centro da cidade são do período do Império Austríaco. A parte antiga tem várias áreas históricas: Cetate (Belváros em húngaro, Innere Stadt em alemão), Iosefin (Józsefváros, Josephstadt), Elisabetin (Erzsébetváros, Elisabethstadt) e Fabric (Gyárváros, Fabrikstadt). Na velha praça barroca da União (Piața Unirii) há numerosos bares, clubes noturnos e restaurantes.

### Principais praças
- Praça da Vitória (Piața Victoriei)
- Praça da Liberdade (Piața Libertǎții)
- Praça da União (Piața Unirii)

### Arquitetura religiosa
- Catedral ortodoxa — Sé da arquidiocese ortodoxa de Timișoara e da metrópole do Banato, é dedicada aos Três Hierarcas Sagrados. Foi consagrada em 1946, tem 1 542m² de área, 11 torres, a mais alta delas com 90,5 m, e é de estilo moldavo e bizantino.
- Catedral católica de São Jorge — Situada na Piața Unirii, é o exemplo mais importante de arquitetura barroca na cidade e no Banato.  O interior é luxuoso e expressivo, como elementos rococó da autoria de pintores e escultores de Viena. A sua construção for terminada em 1774.
- Igreja católica do Milénio — Situada no bairro de Fabric, na Piața Romanilor, foi consagrada em 1901 e é de estilo neorromânico.
- Sinagoga de Iosefin — Também conhecida como Templo Ortodoxo, situa-se no bairro homónimo e foi construída em 1895. Originalmente era um templo de judeus ortodoxos.
- Sinagoga de Fabric — Situada no bairro homónimo, foi construída entre 1895 e 1899 e é um dos maiores edifícios da cidade. Foi desenhada pelo arquiteto húngaro Lipót Baumhorn.
- Sinagoga de Cetate — Foi construída entre 1863 e 1865 em estilo mourisco na Rua Mărășești do bairro de Cetate.

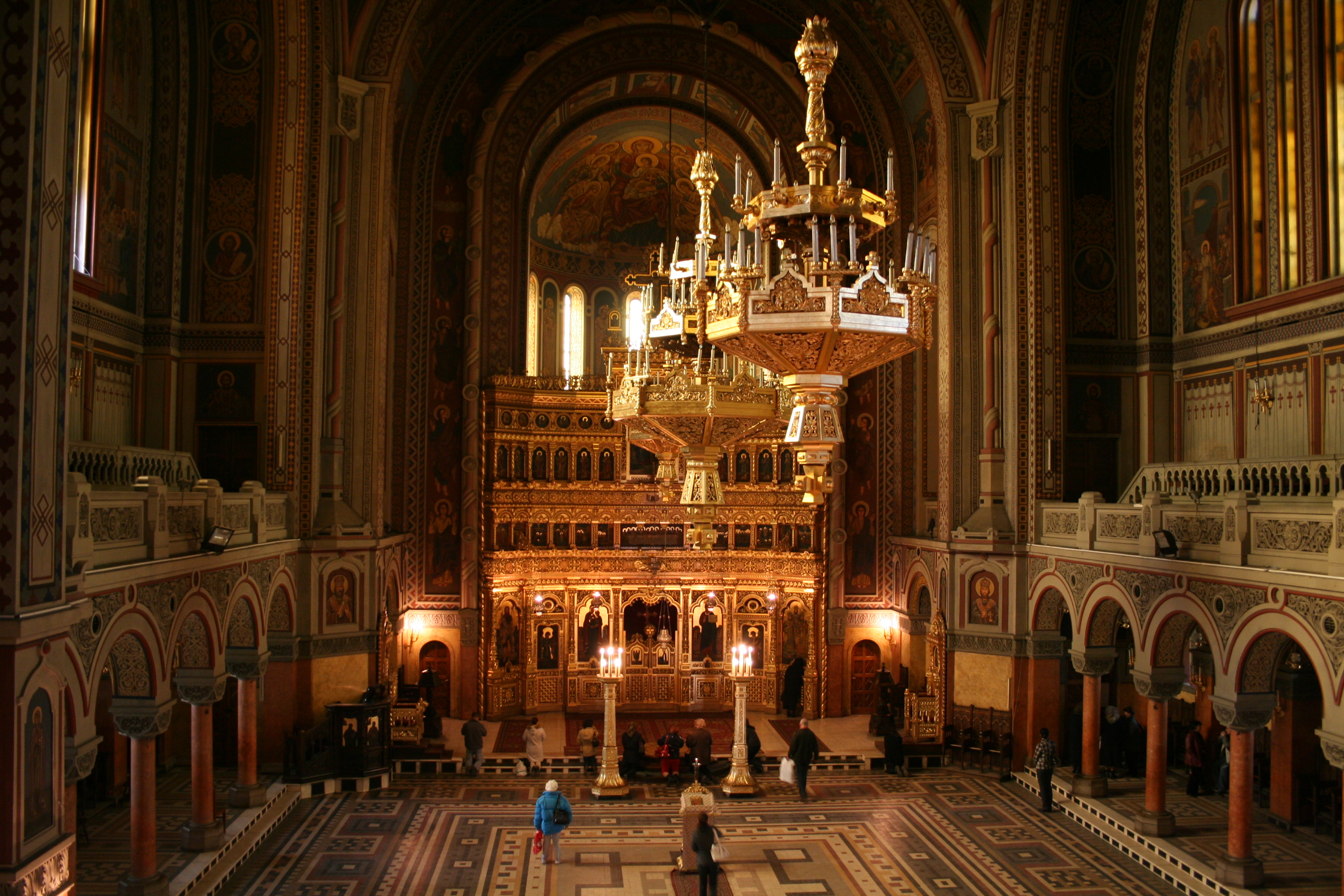
Interior da Catedral ortodoxa
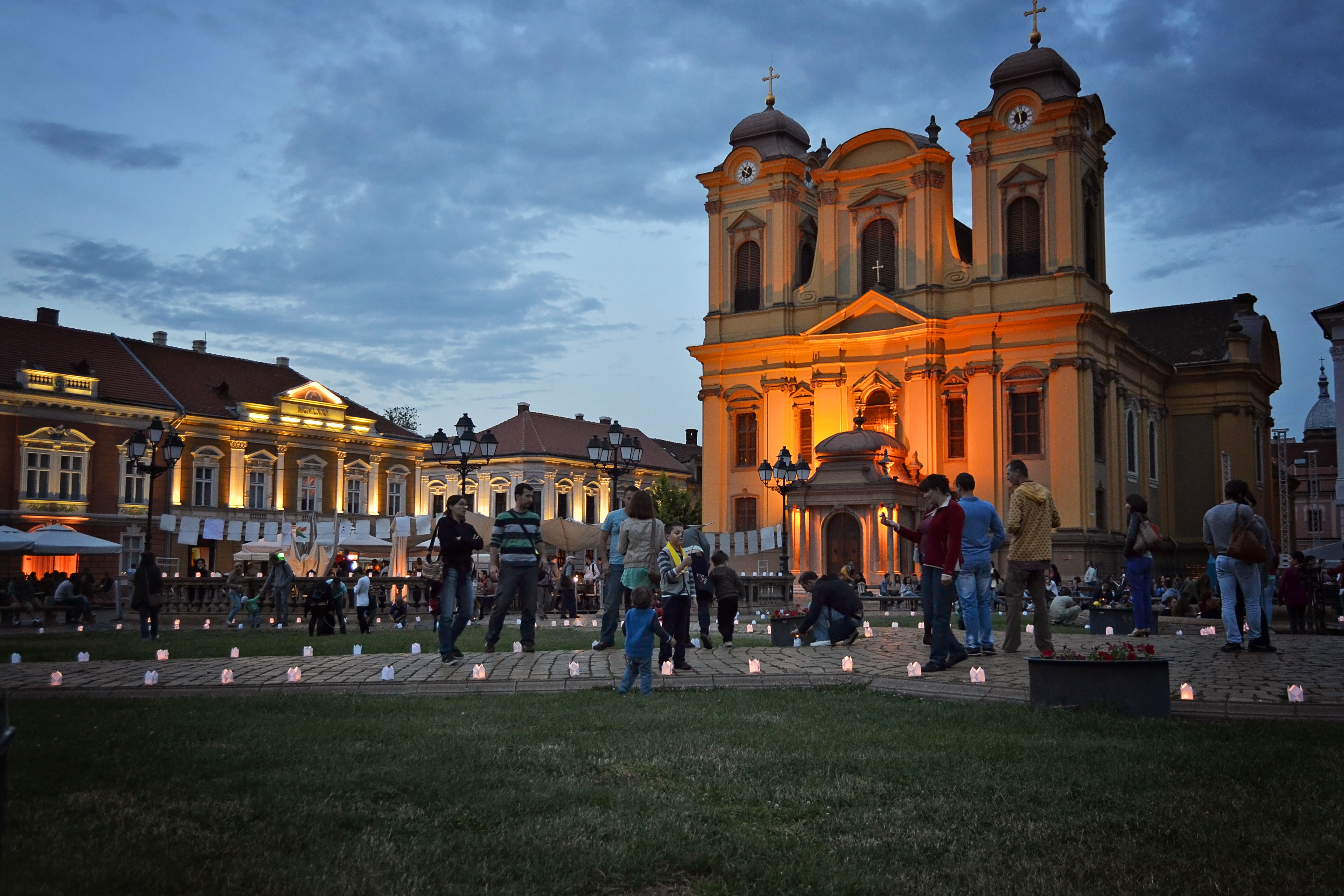
Catedral católica de São Jorge, na Piața Unirii
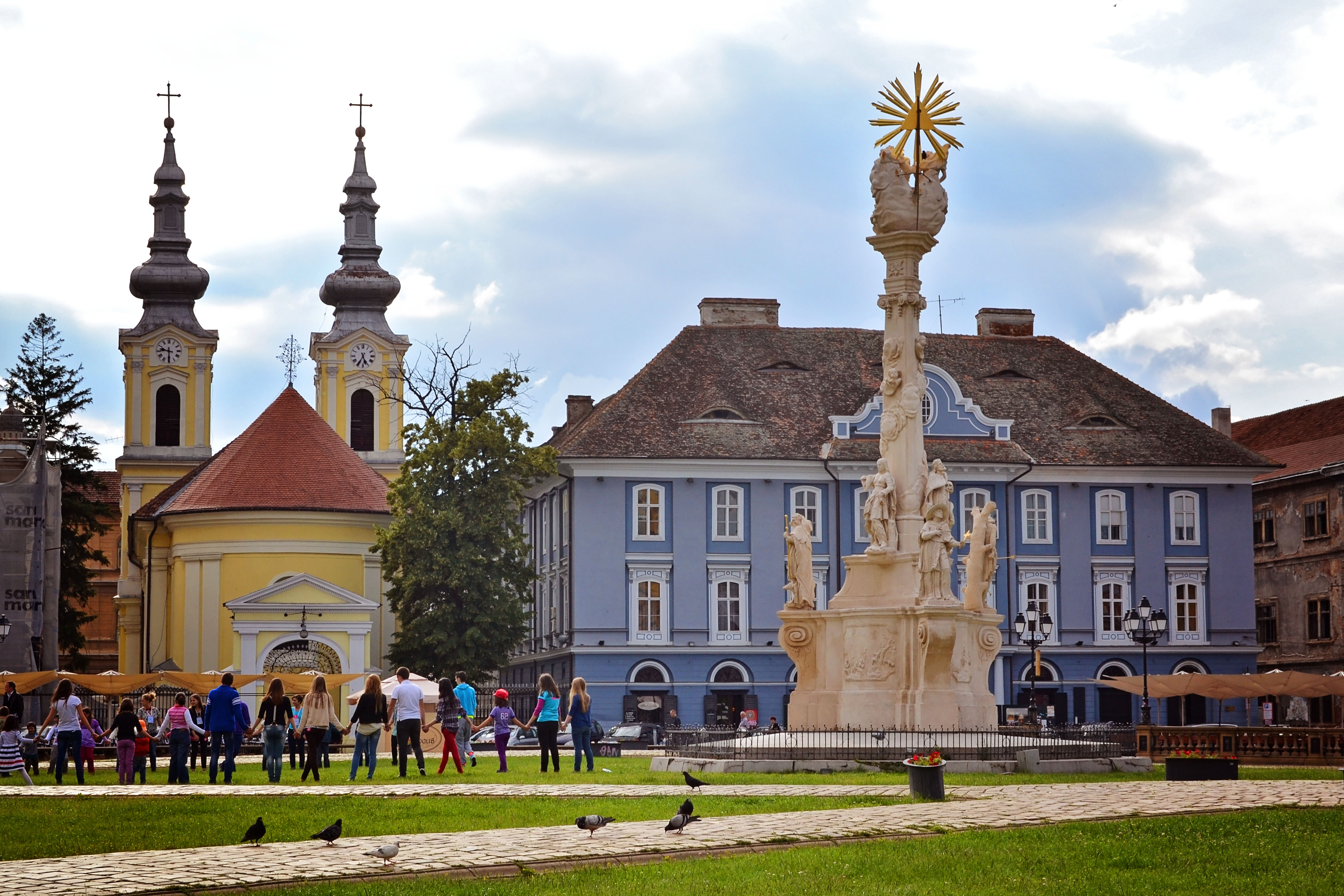
Catedral ortodoxa sérvia, episcopado sérvio de Timișoara e Monumento à Santíssima Trindade (Sfânta Treime), Praça da União (Piața Unirii)
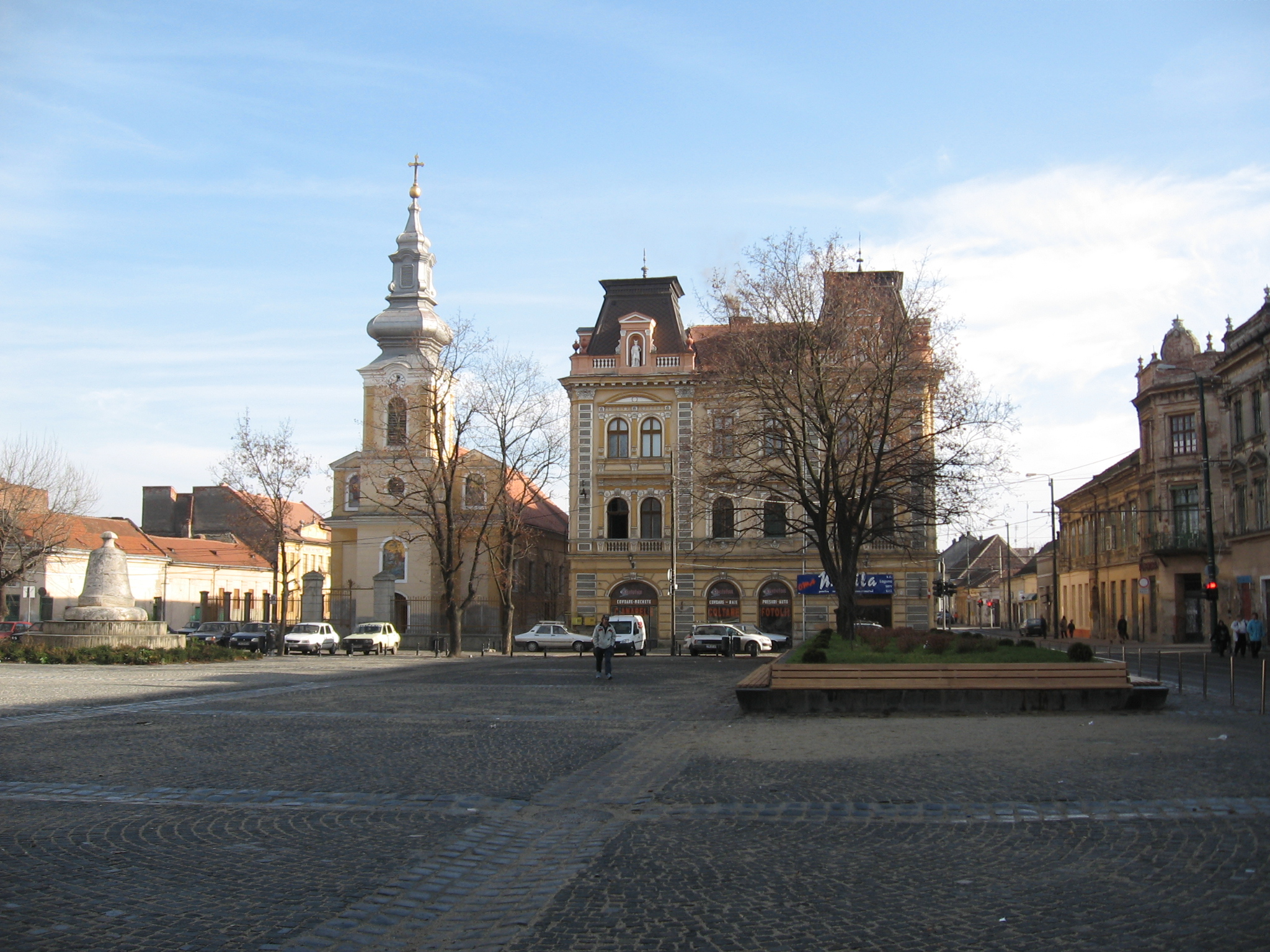
Igreja ortodoxa sérvia na Praça Traian
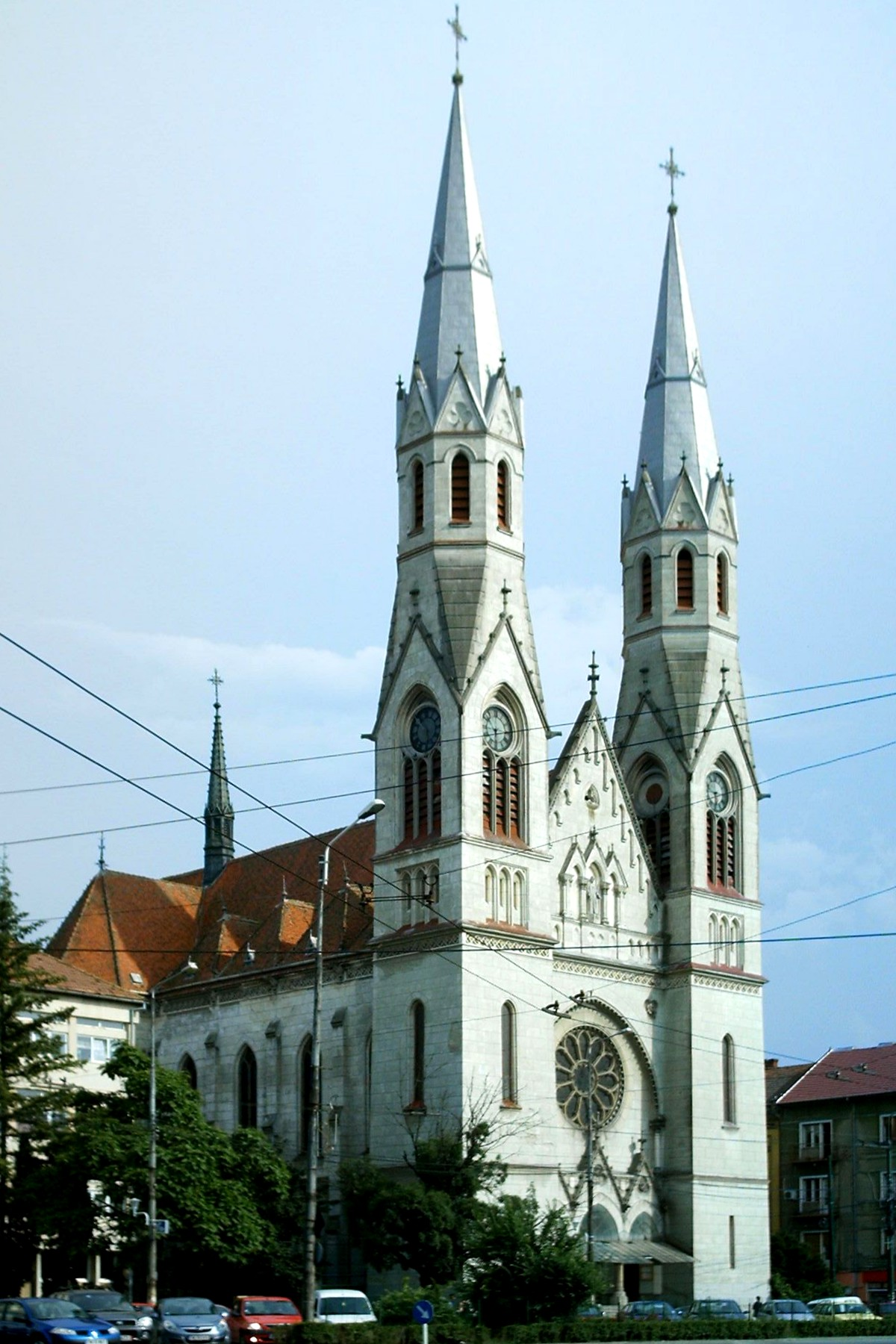
Igreja católica do Sagrado Coração de Jesus,na Praça Nicolae Bălcescu
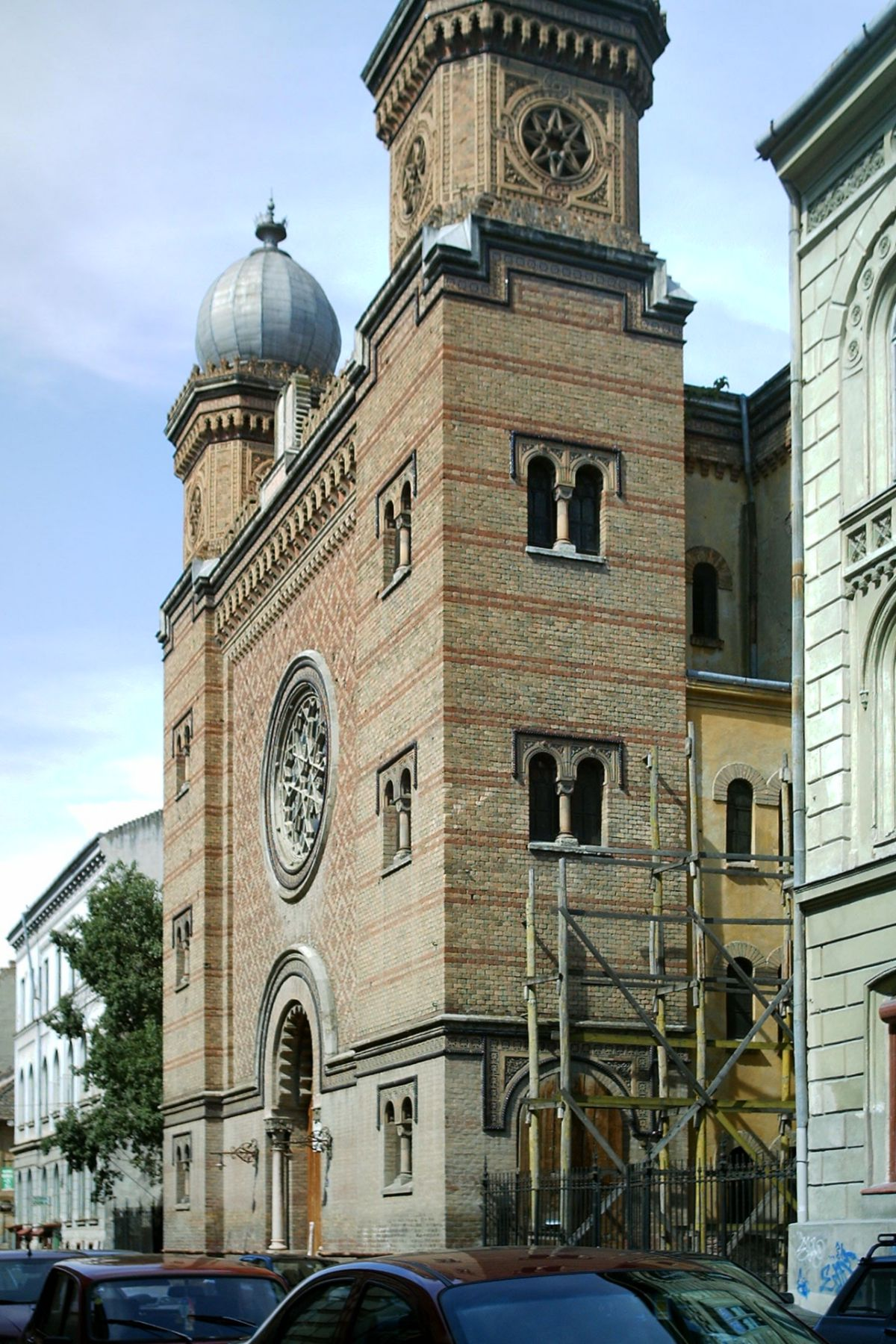
Sinagoga de Cetate
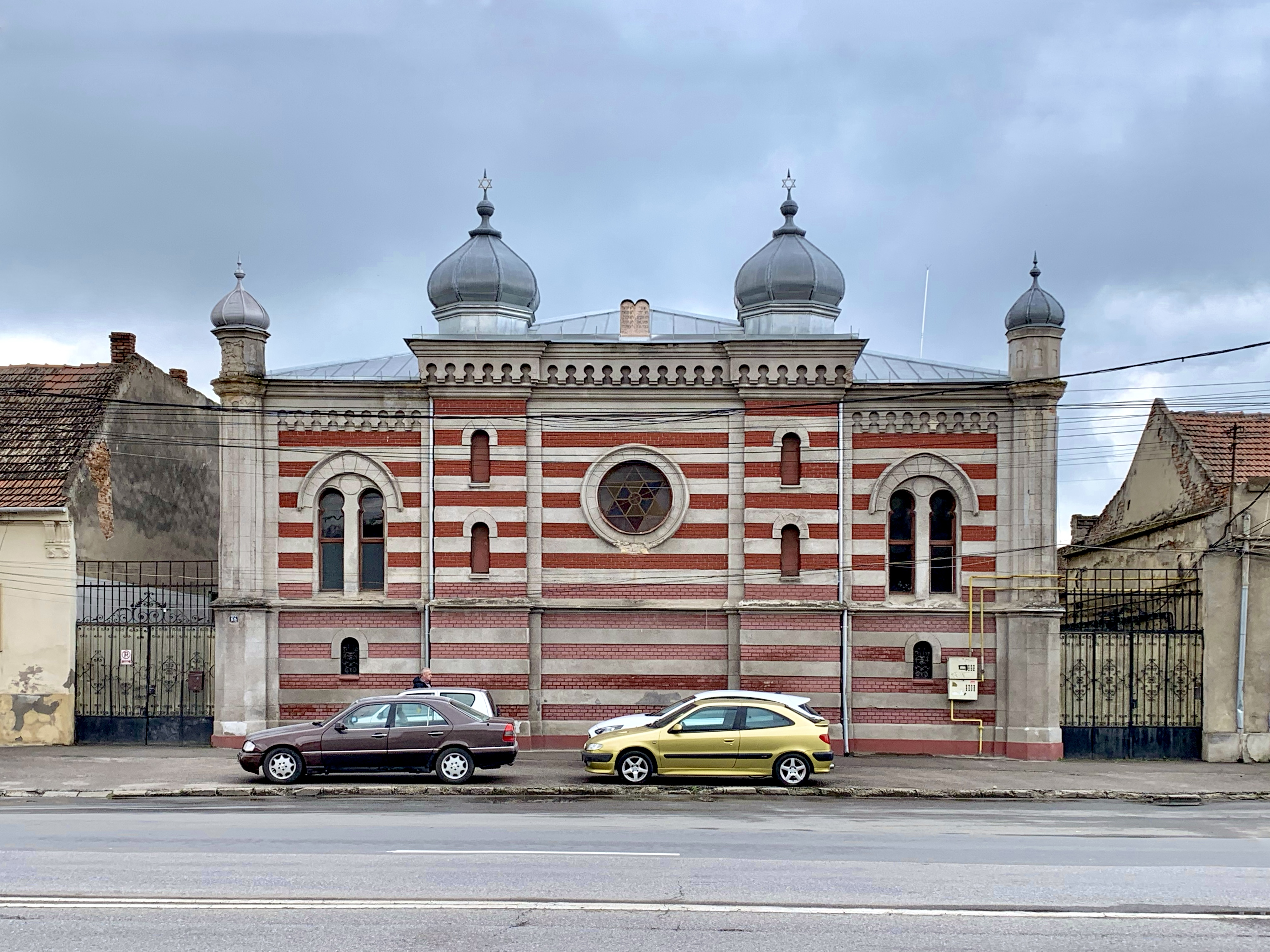
Sinagoga de Iosefin
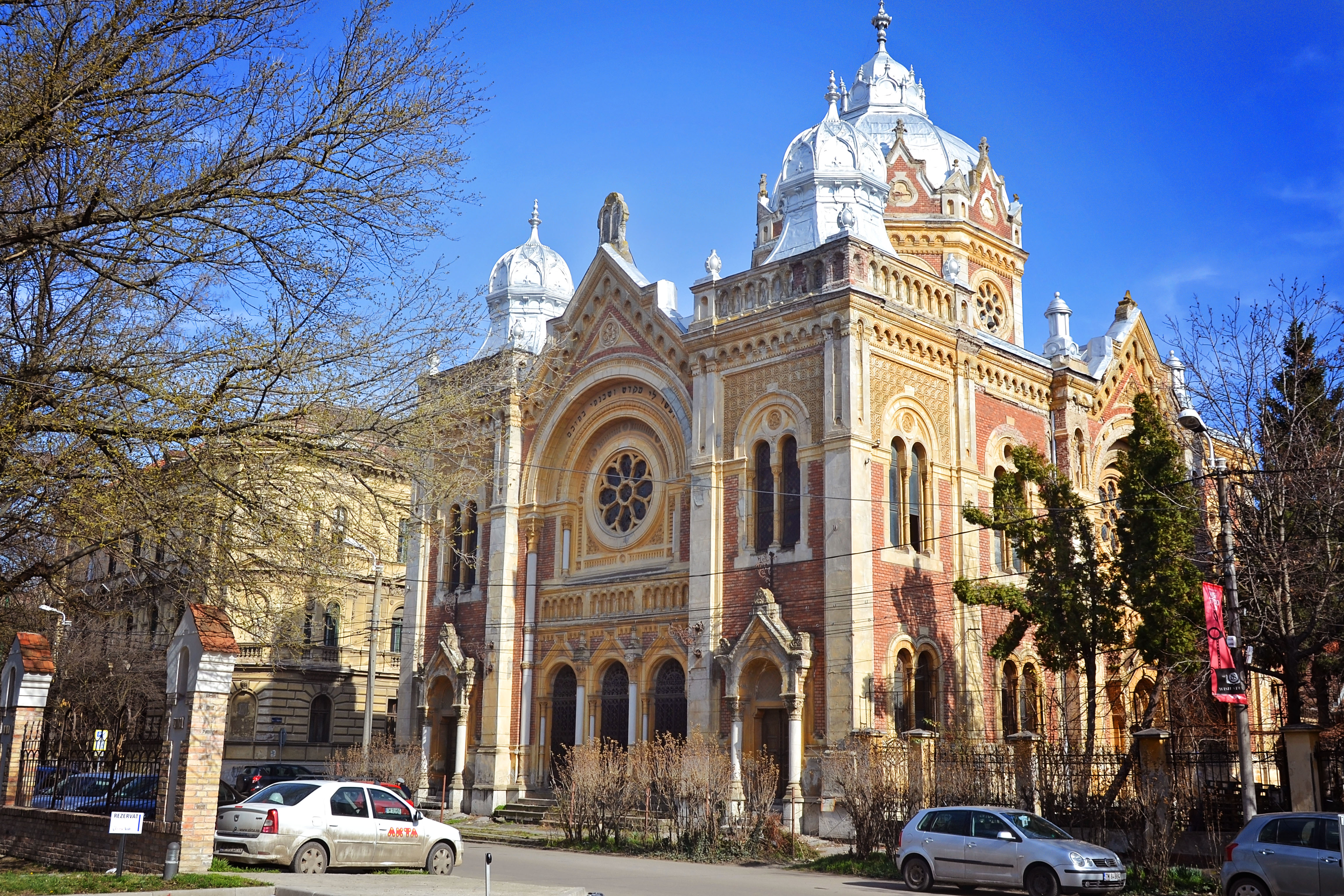
Sinagoga de Fabric

### Outros edifícios e locais
- Bastião Theresia (Bastionul Theresia) — Batizado em honra da imperatriz austríaca Maria Teresa da Áustria, é o maior elemento ainda conservado das fortificações austro-húngaras da fortaleza de Timișoara. Cobre cerca de 1,7 hectares no centro da cidade e foi construído entre 1732 e 1734. Nele se encontram espaços comerciais, restaurantes, bares uma discoteca, uma biblioteca e dois espaços de exposição do Museu do Banato.
- Castelo de Huniade — Construído entre 1443 e 1447 pelo voivoda da Transilvânia João Corvino sobre um antigo castelo real do século XIV erigido durante o reinado de Carlos I da Hungria. Atualmente alberga as secções de história e de ciências naturais do Museu do Banato.
- Canal do Bega — Construído no século XVIII, durante esse século e o seguinte foi a principal via de comunicação da cidade, ligando-a a Budapeste, Viena, às principais vias fluviais da Europa e ao mar Negro através do Danúbio.
- Estátua da Loba Capitolina — Situada em frente à catedral ortodoxa.
- Jardim Zoológico — Foi aberto em 1986.

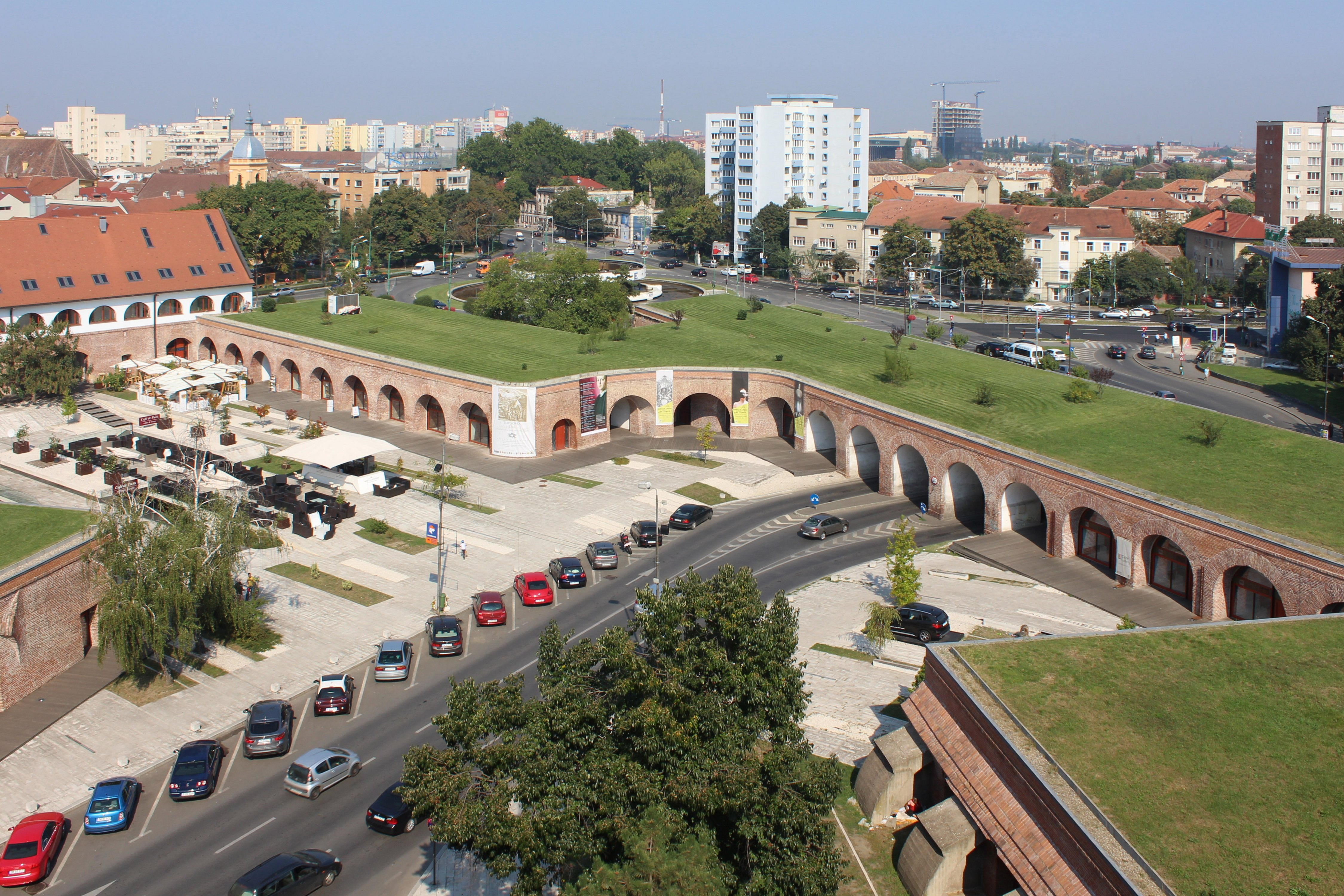
Bastião Theresia
Castelo de Huniade
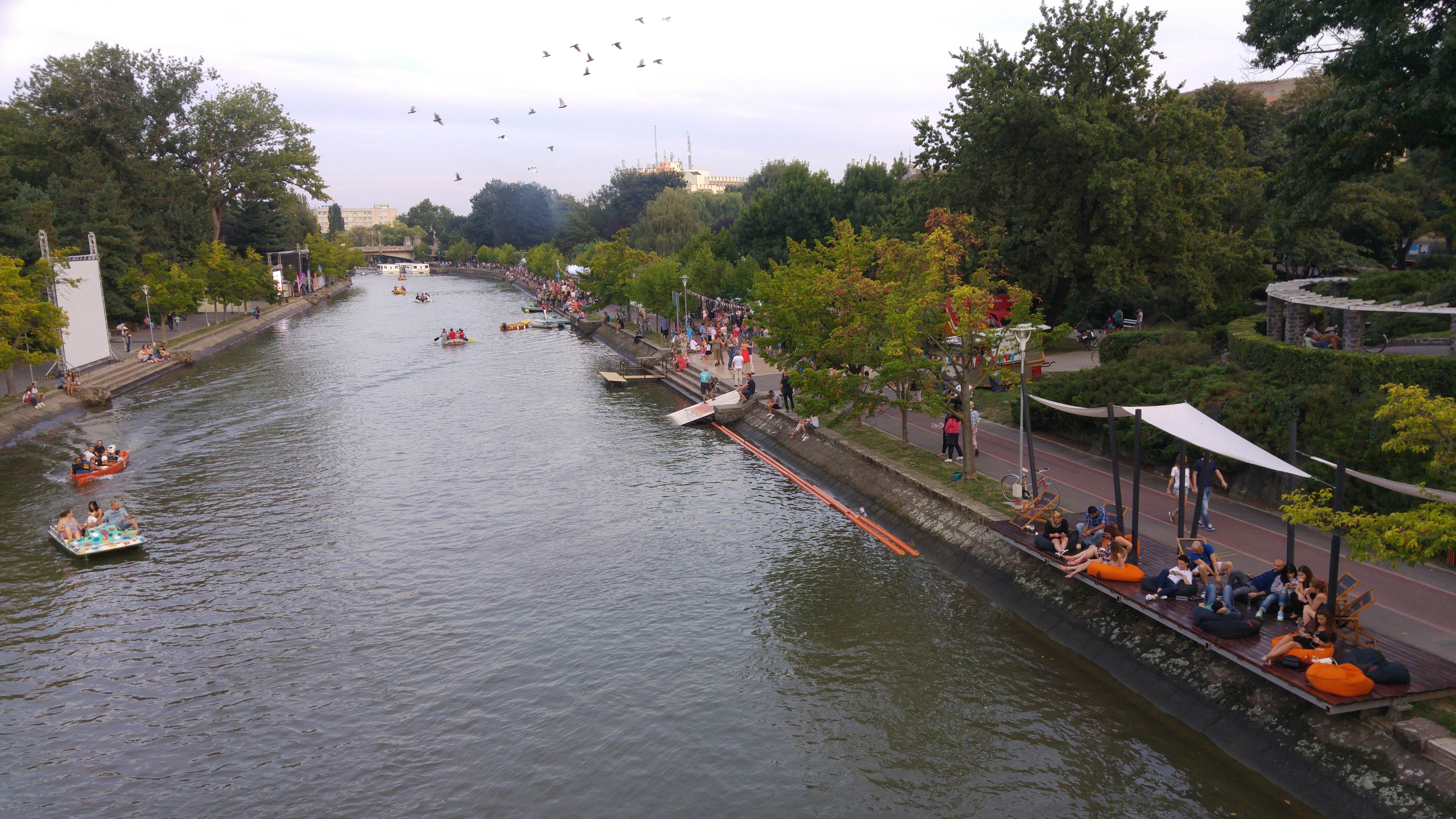
Canal do Bega no verão

### Museus

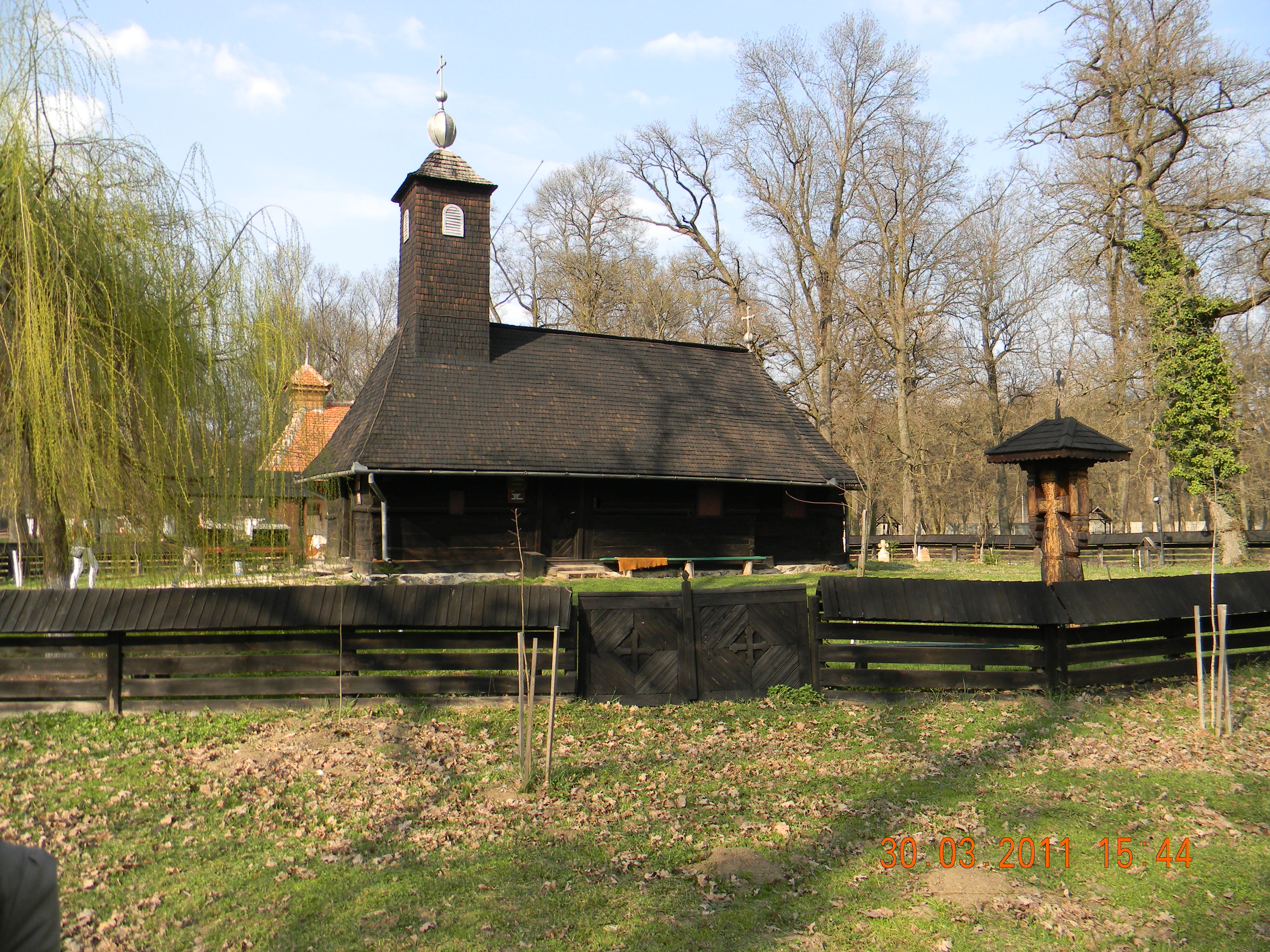
Igreja de madeira de, comuna de Mănăștiur, no Museu da Aldeia do Banato

- Museu do Banato — Com sede no Castelo de Huniade, foi fundado em 1872 com o nome de Sociedade de História e Arqueologia. Tem a maior coleção de peças arqueológicas do Banato. No rés de chão encontra-se o santuário neolítico de Parța, um monumento único na Europa. Além da secção de arqueologia tem secções de história, etnografia e ciências naturais bem como laboratórios de conservação de objetos de património.
- Museu de Arte (Muzeul de Artă din Timișoara), instalado no Palácio Barroco, construído na primeira metade do século XVIII na Praça da União.
- Museu da Aldeia do Banato (Muzeul Satului Bănățean)
- Museu Militar (Muzeul Militar din Timișoara), na Piața Libertății (Praça da Liberdade).
- Museu da Revolução de Dezembro de 1989
- Museu da Catedral Ortodoxa Metropolitana
- Coleção de Arte do Episcopado Sérvio

### Artes performativas

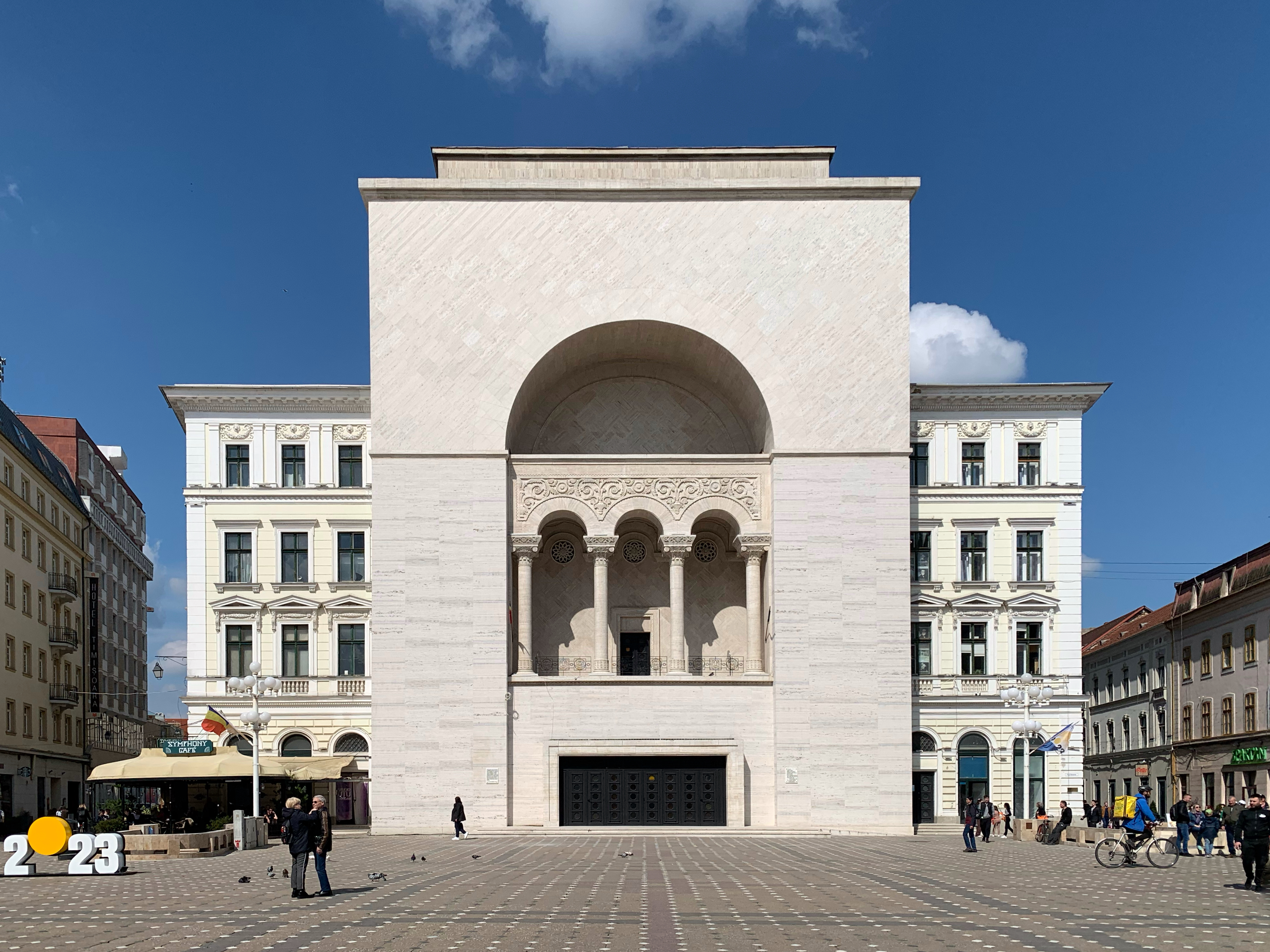
Ópera Nacional Romena

- Ópera Nacional Romena — Instituição de ópera e ballet, cuja sede foi inaugurada em 1875 com a Aida de Verdi. Foi devastada por dois fogos, em 1880 e outro em 1920, tendo sido reconstruída. O fogo de 1920 apenas deixou intacta uma das alas laterais. A reconstrução que se seguiu foi da autoria do arquiteto romeno Duiliu Marcu.
- Filarmónica do Banato — Foi fundada em 1871 e atualmente tem uma orquestra sinfónica, um coro e várias orquestras de câmara.
- Teatro Nacional Mihai Eminescu — funciona no mesmo edifício da Ópera Nacional.
- Teatro Estatal Alemão — Companhia de teatro profissional de língua alemã com financiamento público, que funciona numa ala da Ópera Nacional desde 1953. A primeira menção a teatro em alemão em Timișoara é de 1753 e em 1875 abriu um teatro que encerrou em 1899.

### Eventos
- Plai Festival — festival internacional de música de todos os géneros que se realiza todos os anos em meados de setembro desde 2006.[36]
- Festival da Revolução — festival de música que decorre em junho no Museu da Aldeia.
- Festival de Jazz de Timișoara (JazzTM) — festival internacional cujos espetáculos são ao ar livre, na Praça da Vitória e, desde 2016, nos parques Cívico e da Justiça.
- Festival Teszt — festival regional europeu de teatro.
- Timishort — festival de cinema de curtas metragens que se realiza desde 2009.
- Ceau, Cinema! — pequeno festival de cinema independente organizado por voluntários que decorre em julho; também se realiza em num cinema restaurado na aldeia rural de Gottlob.[37]
- StudentFest  — festival cultural e de artes organizado por estudantes que se realiza desde 1992.[38]
- Festival Internacional de Literatura de Timișoara — realiza-se em outubro desde 2012, com a participação de autores romenos e estrangeiros, que inclui leituras e discussões abertas com o público.
- Festival Street Delivery — festival de arte, que também se realiza em Bucareste e Iași, que inclui eventos de arte urbana, arquitetura, teatro, música, dança e cinema.[39][40]
- Festival de Tango de Timișoara.
- ISWin — semana internacional dos estudantes.
- Sabotage Festival — festival de música eletrónica com a presença de artistas já consagrados e que também promove novos talentos.[41][42]
- Capital Europeia da Cultura — em setembro de 2016, Timișoara foi nomeada para ser a Capital Europeia da Cultura em 2021,[43] juntamente com Novi Sad (Sérvia) e Elêusis (Grécia).[44]

## Universidades

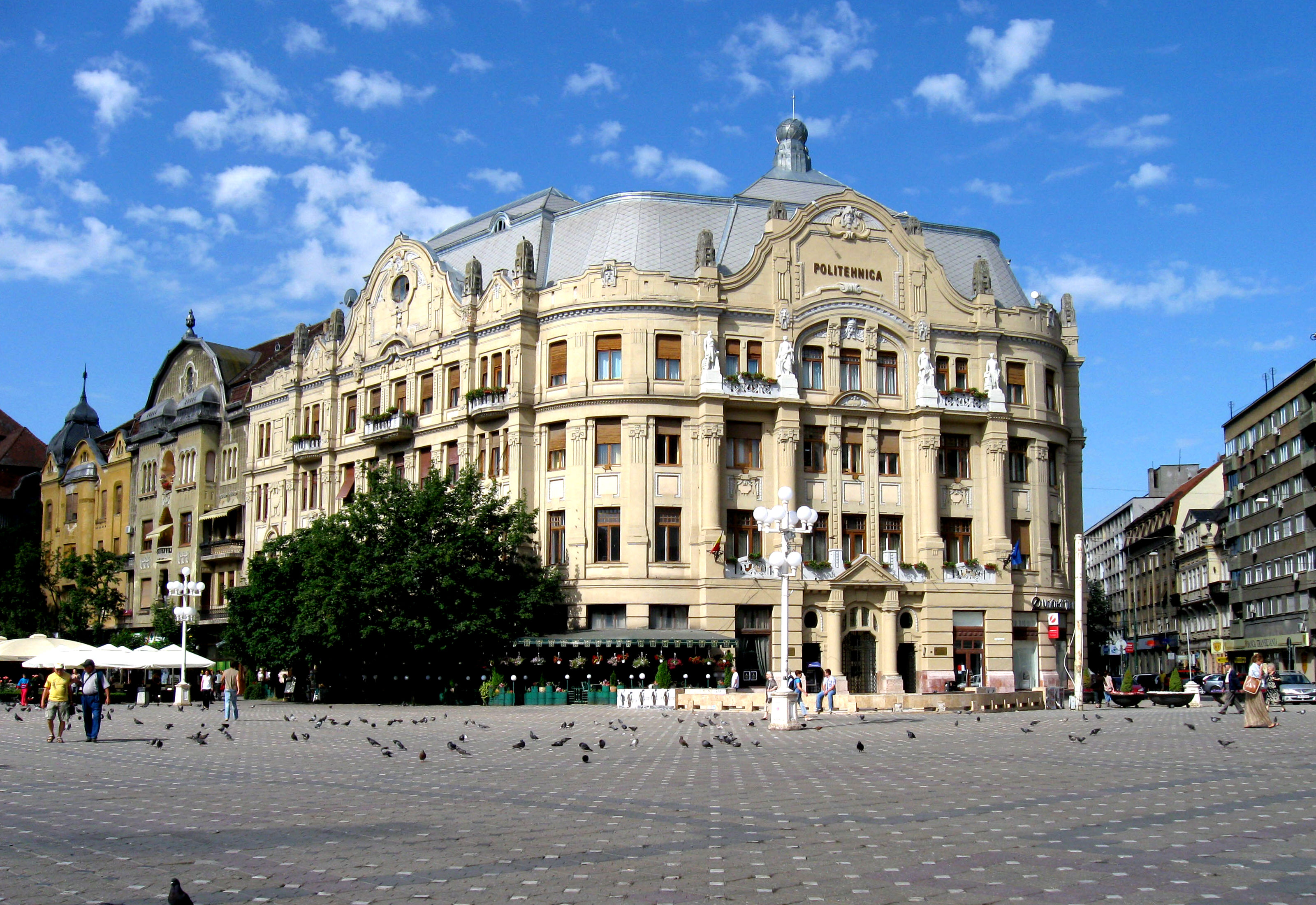
Palácio Lloyd, um edifício da autoria do arquiteto húngaro Lipót Baumhorn, construído em 1912 na Praça da Vitória, onde funciona a reitoria da Universidade Politécnica de Timișoara

Timișoara é o principal polo académico e de educação da Roménia ocidental, onde há oito universidades, quatro públicas e quatro privadas. em 2015 havia cerca de 60 000 estudantes na cidade.
Universidades públicas:
- Universidade do Oeste de Timișoara (Universitatea de Vest din Timișoara; UVT) — fundada em 1962, em 2017 tinha 11 faculdades, 1 241 docentes, 10 151 estudantes de graduação, 3 148 de pós-graduação e 544 de doutoramento.
- Universidade Politécnica de Timișoara (Universitatea Politehnica Timișoara; UPT) — fundada em 1920, em 2017 tinha 10 faculdades, cerca de 800 docentes e 13 500 estudantes.
- Universidade de Medicina e Farmácia Victor Babeș (Universitatea de Medicină și Farmacie Victor Babeș din Timișoara; UMFT) — fundada em 1945, tem 3 faculdades; deve o seu nome a Victor Babeș, o médico e cientista com origem familiar no Banato que foi um dos pais da microbiologia.
- Universidade de Ciências Agrícolas e Medicina Veterinária do Banato (Universitatea de Științe Agricole și Medicină Veterinară a Banatului din Timișoara; USAMVBT) — fundada em 1945 como Instituto Agrícola de Timișoara, integrado na Universidade Politécnica de Timișoara, autonomizou-se em 1991; tem seis faculdades e mais de 6 000 alunos.

## Desporto

### Clubes de futebol
- ACS Poli Timișoara (Asociația Club Sportiv Poli Timișoara) — Sucessor do ACS Recaș, fundado em 1917 na pequena cidade de Recaș, e do do clube fundado pela Universidade Politécnica de Timișoara em 1921. Este último foi privatizado em 1991 e dissolvido em 2012, quando jogava na 3.ª divisão nacional (com o nome Fotbal Club Politehnica Timișoara) apesar de ter terminado a época 2010-2011 no 2.º lugar da 1.ª divisão. Pouco depois, o ACS Recaș mudou-se para Timișoara e tomou o nome atual. O ACS Poli / FC Timișoara jogou na 1.ª e 2.ª divisões desde 1948 e o ACS Recaș só ganhou destaque nacional em 2011, quando ascendeu à 2.ª divisão nacional. Terminou a época 2017-2018 no 13.º lugar da 1.ª divisão, tendo sido rebaixado para a 2.ª divisão.
- Ripensia Timișoara — Foi fundado em 1928 e foi o primeiro clube de futebol profissional da Roménia. Foi campeão da Roménia entre 1932 e 1938, mas depois da Segunda Guerra baixou à 3.ª divisão e em 1948 foi fundido com o Electrica Timișoara. Com este nome jogou em divisões regionais até ser refundado com o antigo e atual nome em 2012. Em 2016-2017 ascendeu à 3.ª divisão nacional e terminou a época 2017-2018 no 11.º lugar da 2.ª divisão.
- CFR Timișoara — Foi fundado em 1919 como Sparta CFR Timișoara; em 1926 fundiu-se com o Unirea Timișoara e mudou o nome para Sparta Unirea CFR Timișoara. No ano seguinte foi dissolvido, para ser refundado em 1933 com o nome atual. Chegou a estar na 1.ª divisão em 1947-1948 e várias vezes na 2.ª e 3ª divisão. Em 2017-2018 terminou no 10.º lugar numa divisão inferior regional (Liga VI).
- ASU Politehnica Timișoara (Asociația Sportivă Universitatea Politehnica) — "Clube fénix" fundado pelos fãs do ACS Poli Timișoara quando este foi dissolvido em 2012, é um clube profissional que terminou a época 2017-2018 no 7.ª lugar da 2.ª divisão nacional.

Clubes de futebol históricos
- Chinezul Timișoara — Fundado em 1910 com o nome húnaro Temesvári Kinizsi SE, quando Timișoara pertencia à Hungria, jogou inicialmente no campeonato húngaro. Na década de 1920 ganhou seis campeonatos nacionais romenos seguidos. Foi dissolvido em 1949.
- CS UMT Timișoara (Clubul Sportiv Profesionist UM Timișoara) — Foi fundado em 1960 e dissolvido em 2008. Jogou principalmente na 3.ª divisão nacional, mas esteve várias vezes na 2.ª divisão e uma vez na 1.ª divisão (2001-2002).

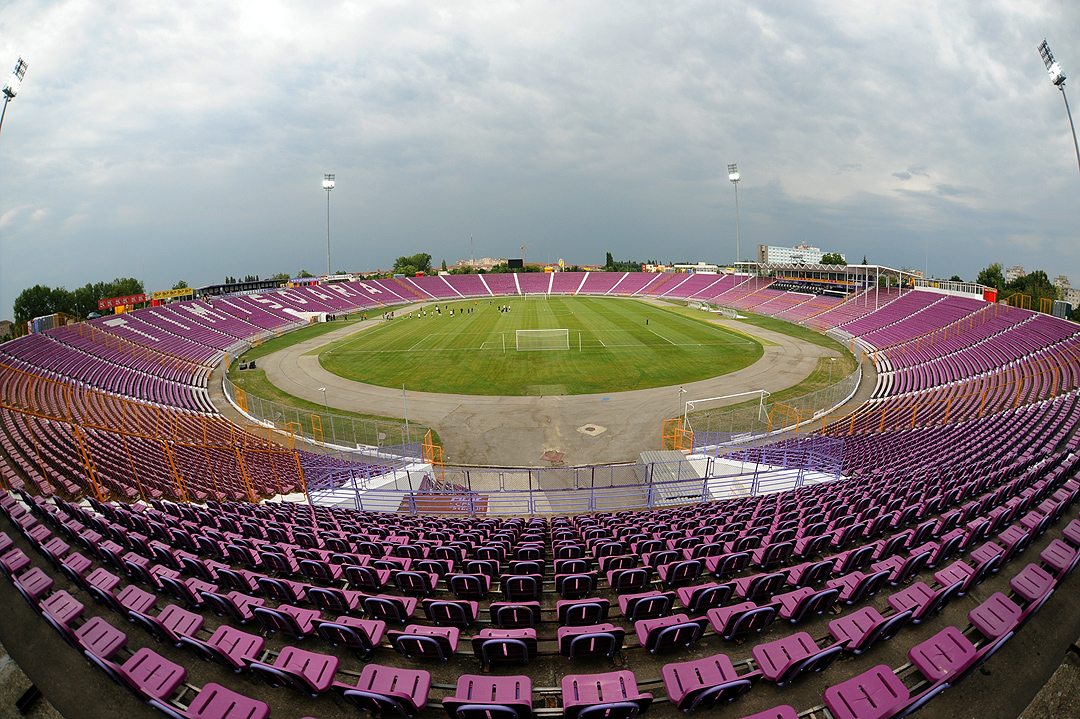
Estádio Dan Păltinișanu, casa do ACS Poli Timișoara e do ASU Politehnica Timișoara
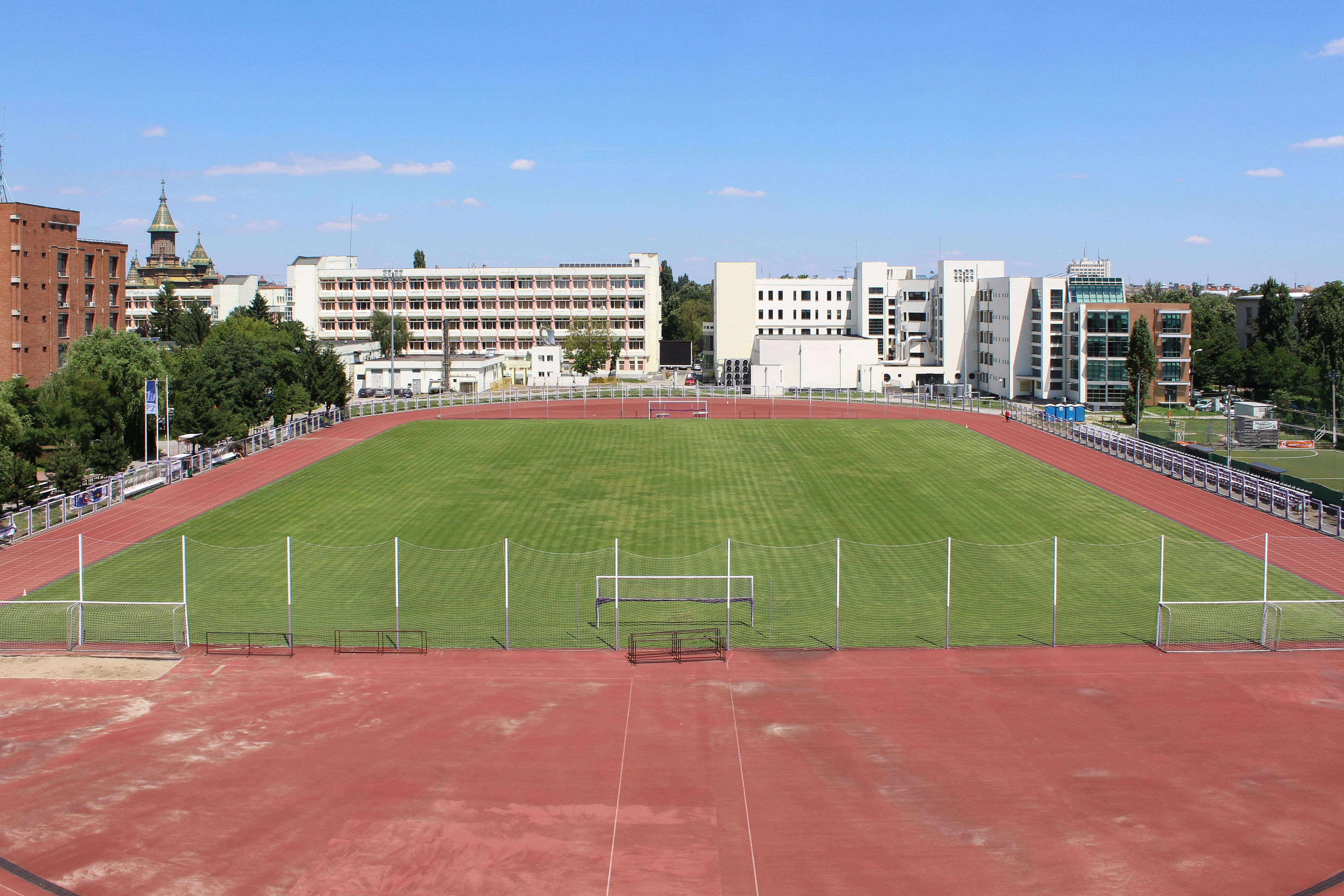
Campo polidesportivo da Universidade Politécnica de Timișoara
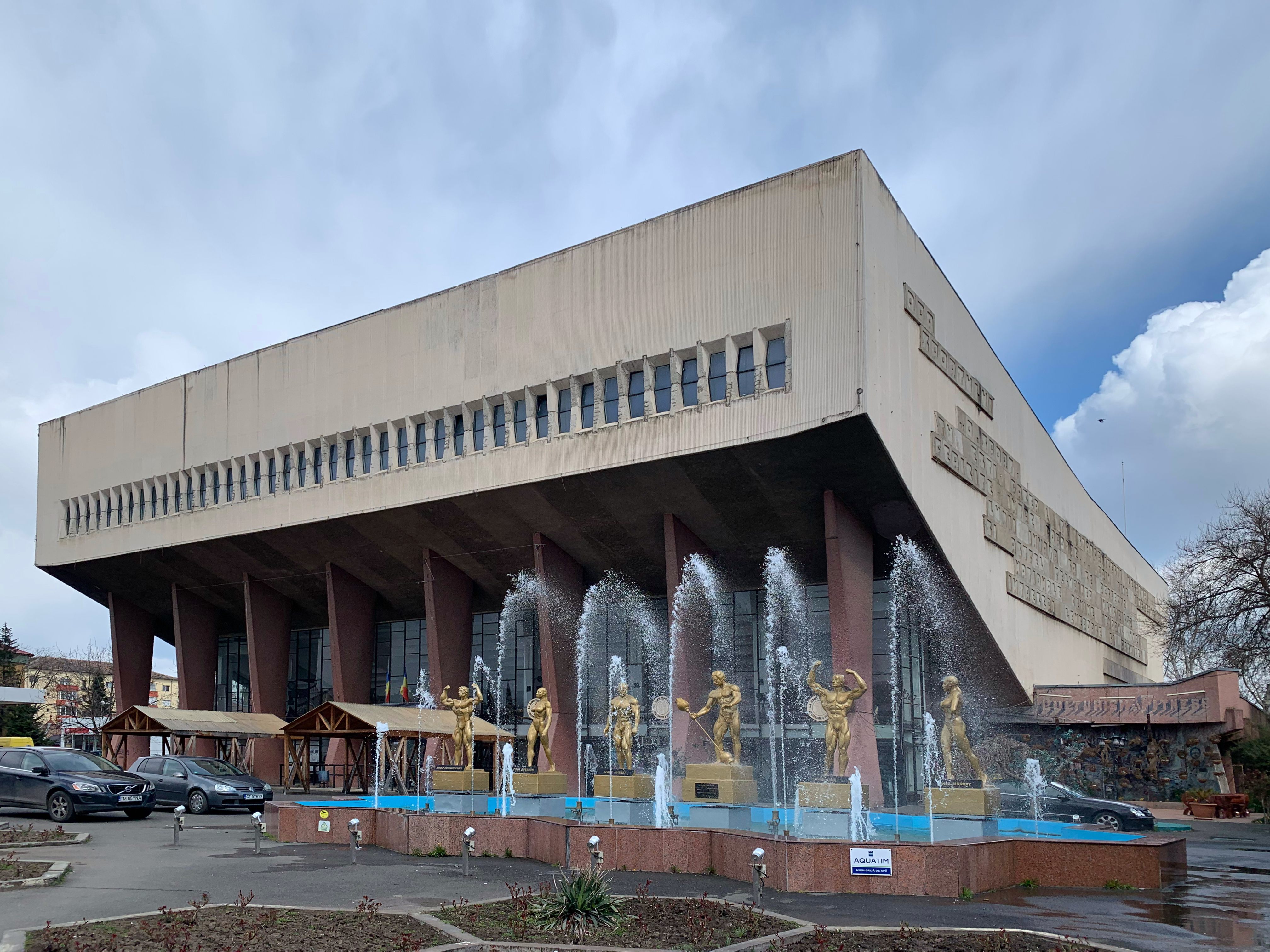
Sala Sporturilor Constantin Jude (ou Sala Olimpia), um pavilhão desportivo

### Outras modalidades
- BC Timișoara — Clube profissional de basquetebol masculino fundado em 1956 que pelo menos desde meados da década de 2000 tem disputado a 1.ª divisão nacional, tendo ficado em primeiro lugar em 2009 e 2012. Em 2010 e 2015 ganhou a taça nacional.
- BC Timba Timișoara — Clube de basquetebol masculino fundado em 2006, desde então tem jogado sobretudo na 1.ª divisão nacional.
- CSȘ Bega Timișoara — Clube de basquetebol feminino.
- HCM Politehnica Timișoara — Clube de andebol masculino fundado em 1947 que tem no seu palmarés duas vitórias no campeonato nacional (1956 e 1991) e uma taça nacional (1986). Terminou a época 2017-2018 em 6.º lugar da 1.ª divisão.
- Timișoara Saracens RCM UVT (RCM Timișoara, antes CSU Timișoara) — Clube de rugby union fundado em 1949, joga na 1.ª divisão nacional, que já venceu seis vezes, a última delas em 2017-2018. Ficou em segundo e terceiro lugar 8 vezes e venceu outras seis taças.

## Geminações
Timișoara tem acordos de geminação ou acordos de cooperação com as seguintes cidades:
| Gera (Alemanha), desde 1998 Carlsrue (Alemanha), desde 1992 Graz (Áustria), desde 1982 Mulhouse (França), desde 1991 Rueil-Malmaison (França), desde 1993 |  | Szeged (Hungria), desde 1998 Faença (Itália), desde 1991 Palermo (Itália), desde 2005 Treviso (Itália), desde 2003 Lublin (Polónia), desde 2014 |  | Trujillo (Peru), desde 2010 Nottingham (Reino Unido), desde 2008 Novi Sad (Sérvia), desde 2005 Chernivtsi (Ucrânia), desde 2010 Da Nang (Vietname), desde 2014 |